# アテーナー
アテーナー（古代ギリシア語: Ἀθηνᾶ, Athēnā、イオーニア方言: Ἀθήνη, Athēnē アテーネー、ドーリス方言: Ἀθάνα, Athana アターナー、叙事詩体: Ἀθηναίη, Athēnaiē アテーナイエー）は、知恵、芸術、工芸、戦略を司るギリシア神話の女神で、オリュンポス十二神の一柱。アルテミス、ヘスティアーと同じく処女神である。
女神の崇拝の中心はアテーナイであるが、起源的には、ギリシア民族がペロポネーソス半島を南下して勢力を伸張させる以前より、多数存在した城塞都市の守護女神であったと考えられている。ギリシアの地に固有の女神だが、ヘレーネス（古代ギリシア人）たちは、この神をギリシアの征服と共に自分たちの神に組み込んだのである。
日本語では主に長母音を省略してアテナ、アテネと表記される場合が多い。

## 概説

### 都市守護神

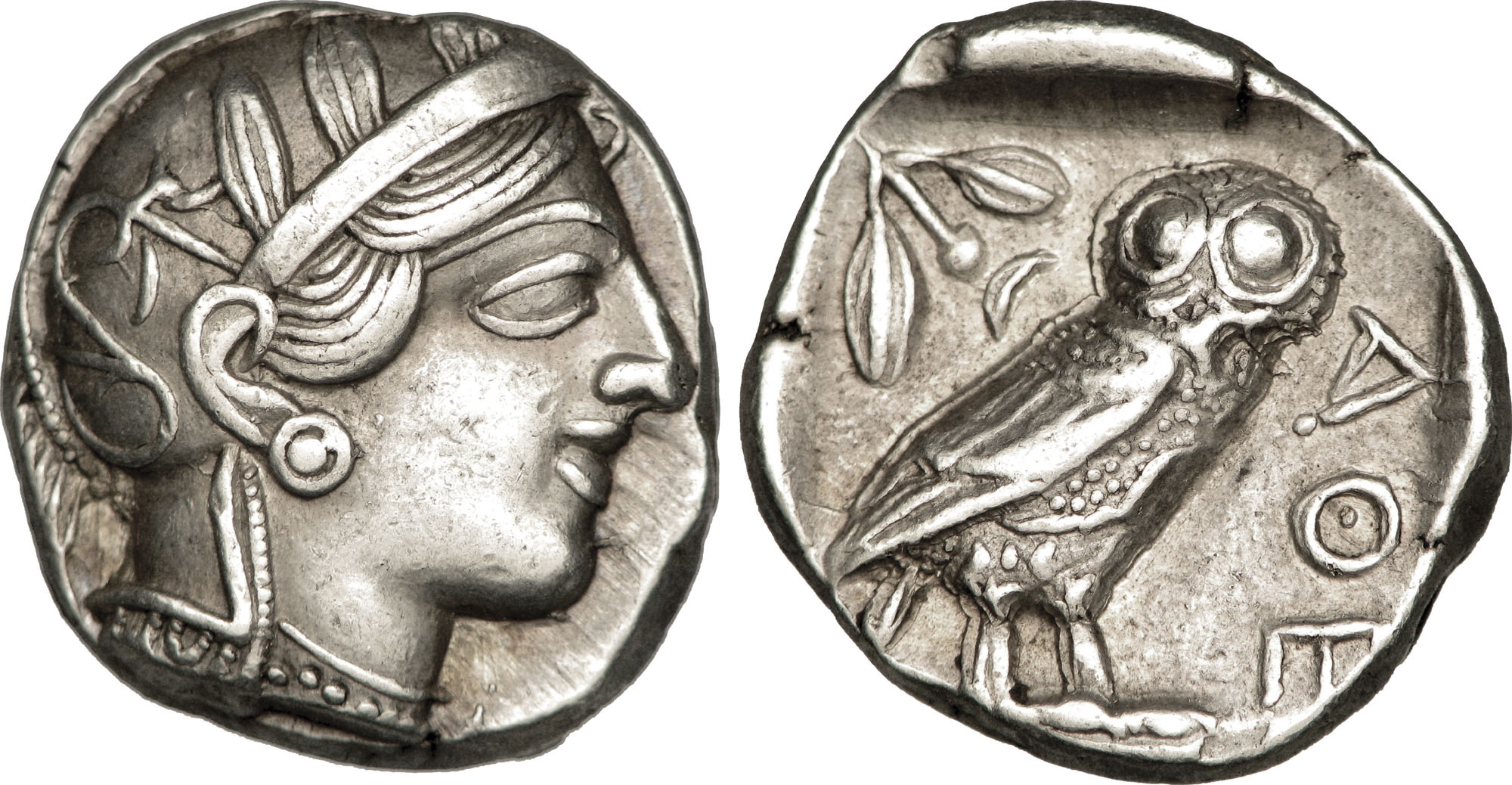
アテーナイのテトラドラクマには、表面（左）にはアテーナーの頭部が、裏面（右）にはアテーナイのポリスを象徴するフクロウとオリーブの小枝と三日月が刻印されていた。

アテーナーは、古くからギリシアの地にあった城塞都市にあって、「都市の守護女神」として崇拝されて来た。この崇拝の伝統は、ミーノーア文明まで遡る。その神殿は都市を象徴する小高い丘、例えばアテーナイであれば、アクロポリスに築かれており、女神を都市の守護者とする崇拝は、ギリシア全土に及んでおり、アテーナイ、ミュケーナイ、コリントス、テーバイなどの有力な都市でも、その中心となる丘上には、女神の神殿があった。アテーナイは多くのポリスにおいて、「ポリウーコス（都市守護者）」の称号で呼ばれていた。
このようにアテーナーは、都市の守護者であり、アテーナーの戦いは、都市の自治と平和を守るための戦いで、ただ血生臭く暴力が優越する軍神アレースの戦いとは異なるものである。
女神は、アテーナイのアクロポリスにパルテノーン（処女宮、Parthenon）の神殿を持ち、フクロウを自己の聖なる動物として持っていた。ホメーロスは女神を、グラウコーピス・アテーネー (glaukopis Athene) と呼ぶが、この定型修飾称号の「グラウコーピス」は、「輝く瞳を持った者」「灰色・青い瞳を持った者」というのが本来の意味と考えられるが、これを、梟（グラウクス）と関連付け、「梟の貌を持った者」というような解釈も行われていた。女神はまた、蛇やオリーブをその象徴としていた。

### 三代の王権とアテーナーの誕生
ヘーシオドスが『神統記』に記すところでは、アテーナーはゼウスの頭頂部より武装して鎧を纏った姿で出現したとされる。
ギリシア神話の神々の系譜においては、オリエントの神々の系譜と同様に、三世代にわたる神々の「王権」の移譲・強奪があった。ギリシア神話では、天の神ウーラノスが第一の王権を持ち、原初の大地大神ガイアとの間に多数の息子・娘をなした。これがティーターンの一族である。ウーラノスの末子がクロノスであり、クロノスは母ガイアに教唆されて、絶対の権力を振るった父ウーラノスを不意打ちで攻撃し、ウーラノスの男性器を切り落とした。こうしてクロノスが神々の王権の第二の支配者となる。しかしクロノスはガイアとウーラノスの予言によって、彼もまた自分の子によって支配権を奪われるだろうとされたため、生まれてくる子供達を飲み込んだが、ゼウスだけはクレーテー島に逃れ、やがて成長したゼウスは兄弟姉妹達を復活させ、クロノスの王権を簒奪する。
このようにしてゼウスを主権者とするオリュンポスの王権が誕生したが、ゼウスもまたガイアとウーラノスによる予言を受けた。それは、最初の配偶者である女神メーティスとの間に生まれる子供が男子ならゼウスの王権は彼によって簒奪されるだろうというものである。その後メーティスが身籠もると、ゼウスは妊娠したままのメーティスを素早く飲み込み、禍根を断とうとした。

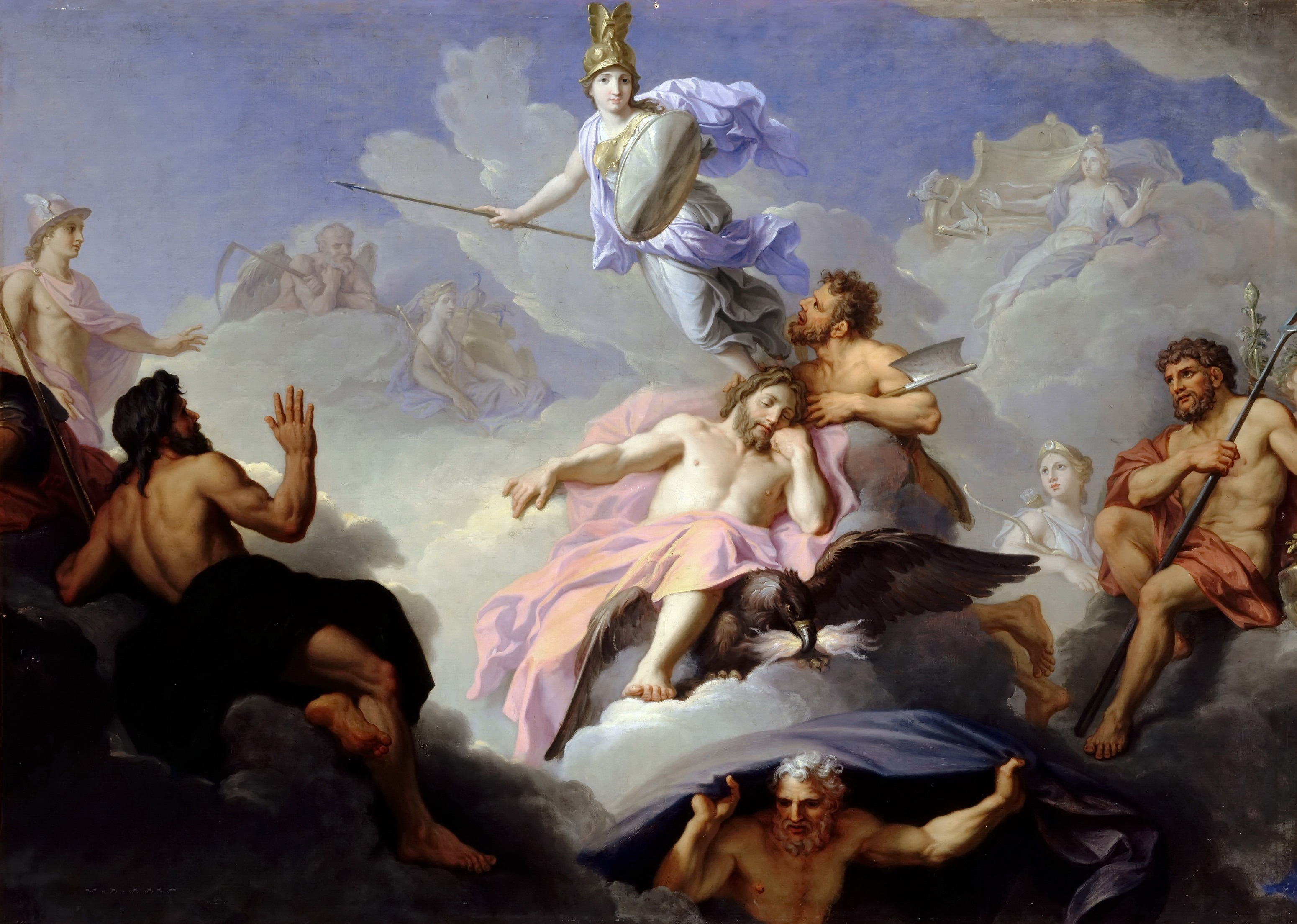
『アテーナーの誕生』 (ルネ＝アントワーヌ・ウアス作、1688年より前、ヴェルサイユ宮殿所蔵)

アポロドーロスが『ギリシア神話』で述べるところでは、胎児は、ゼウスの身体の中で生き続け成長し、ゼウスは激しい頭痛を感じるようになったため、プロメーテウスに（また一説では、ヘーパイストスに）斧（ラブリュス）でみずからの頭部を割らせると、中から出てきたのが、甲冑を纏った成人した姿のアテーナーであった。アテーナーが生まれると同時に、宇宙は大きくよろめき、大地と大海は轟音を発しながら揺れ動き、太陽は軌道上で停止した。こうして、生まれたのが女神だったので、ゼウスによるオリュンポスの支配は揺らぎないものとなった。ゼウスの子供たちの中で、アテーナーはゼウスの最も気に入りの娘であり、アテーナーに対する偏愛により、他の神々は嫉妬した。

#### 女神の誕生に関する異説
ロバート・グレイヴズが『ギリシア神話』で記すところでは、アテーナーはヘレーネスがギリシアに到来する以前から、母権制社会のペラスゴイ人によって崇拝されていた、人面蛇身で顔を見た者を石に変える大地の女神メテュスであったとする（ただしグレイヴズの主張に学術的裏づけはない）。ペラスゴイ人の伝承では、女神はリビュアのトリートーニス湖のほとりに誕生したとされる。土地の三柱のニュムペーが女神を養育した。
女神は山羊革の衣類を纏いリビュアで成長した。少女の頃、友達であるパラスと槍と楯を持って闘技で遊んでいたところ、間違ってパラスを殺してしまった。それを悲しんだ女神は、自分の名の前に「パラス」を置き、パラス・アテーナーと名乗ることにしたという。成長した女神はクレーテー島を訪れ、そしてギリシア本土のアテーナイへとやって来た。

### 女神の祭儀と神殿

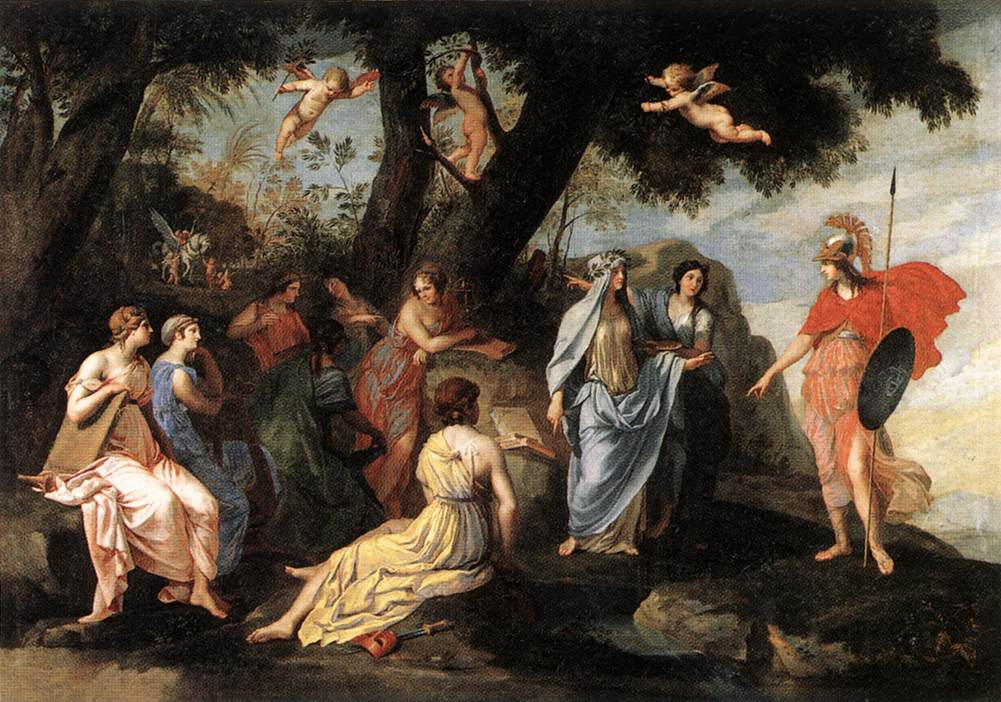
『アテーナーとムーサたち』（ジャック・ステラ作、1640-1645年頃、ルーヴル美術館所蔵）

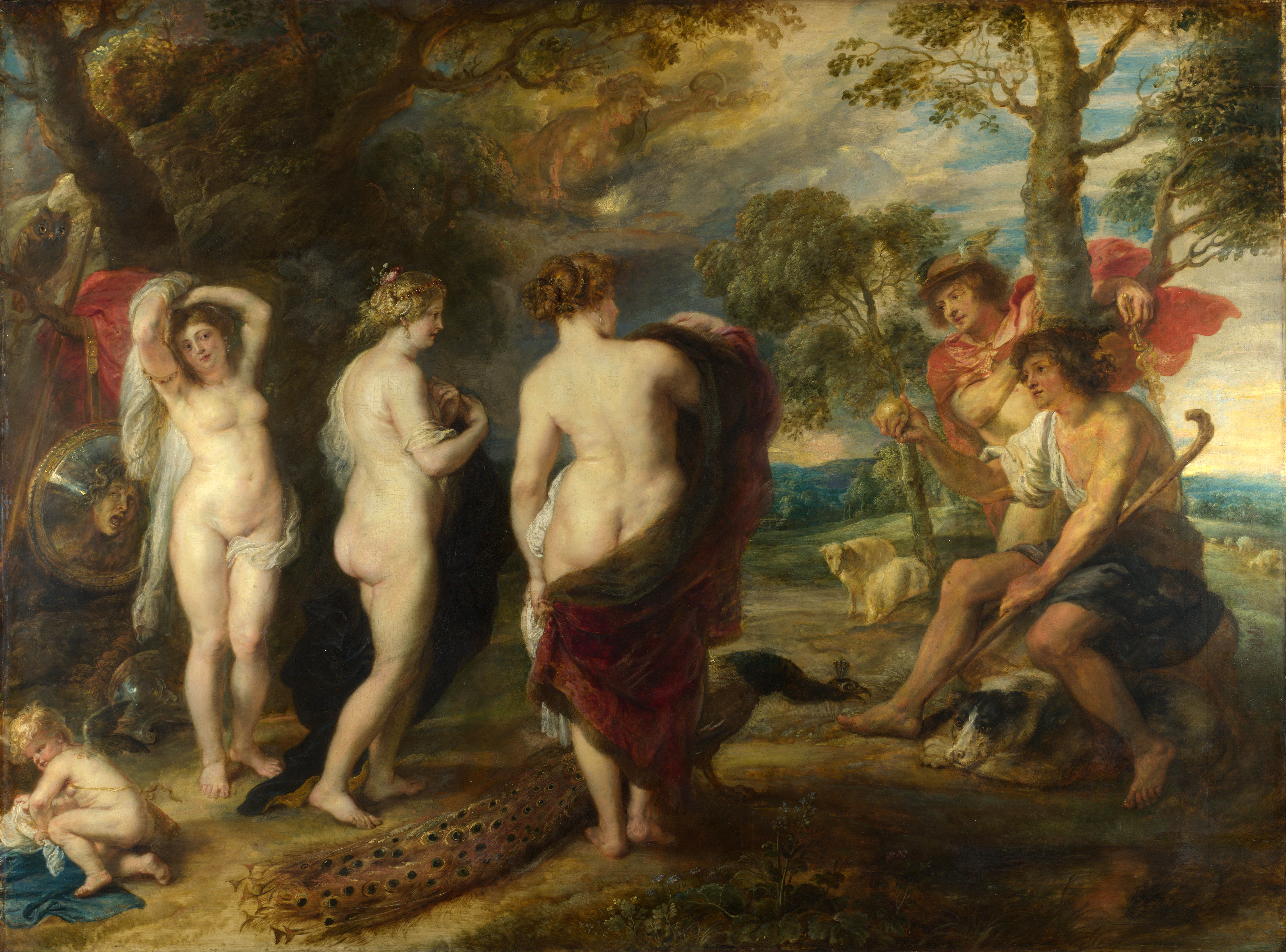
『パリスの審判』 ルーベンス画（1636年、国立美術館所蔵）

アテーナーの祭儀でもっとも著名なものは、その崇拝の中心地であるアテーナイ市で7月に行われるパンアテーナイア祭である。これはアテーナーの誕生日（ヘカトンバイオーンの月の28日）を祝う祭りで、アッティケー都市連合の成立も記念して祝われた。馬術、詩歌、音楽、文芸などの競技が催された。この祭りは4年に一度大祭が行われ、パンアテーナイア祭はとくにこの大祭を指すことがある。このときはパルテノーン神殿にあるアテーナーの神像の衣が取り替えられ、乙女たちが新しく織った衣を着せた。アテーナイのアクロポリスのパルテノーン神殿のメトープには、この衣を運ぶ行列の模様が彫られている。
女神の神殿はアクロポリスの頂にあるパルテノーン神殿が著名で、また同じくアクロポリスに、女神は「エレクテウスの宮居」を備えていたとされる。エレクテウスは人名であるが、これは恐らく、古代アテーナイの伝説の王であるエリクトニオスの別名と考えられる。アテーナイの支配権をめぐって、かつて海神ポセイドーンとアテーナーが争ったことがあり、人々に馬を与えようとしたポセイドーンに対して、初代アテーナイ王ケクロプスが人々のためにオリーブを出した女神を支持したことで、アテーナー女神が勝利を得た。

### 女神の象徴
梟とオリーブが女神の聖なる象徴としてコインのテトラドラクマなどに刻まれるが、有翼の女神ニーケー（Nike、勝利の意、ローマ神話ではウィクトーリア〈Victoria〉と呼ばれる）も、彼女の化身であるとして登場することがある。戦の女神としてのアテーナーは父神ゼウスと同様に、アイギス（山羊革楯）を持ち、その楯にはゴルゴーンの頭部が付けられている。主に後ろに並んだ100人の歩兵を隠すほど大きい前立ての付いた兜を被り、槍とアイギスを持った若い威厳のある乙女の姿で表される。一説には梟のように大きな灰色の目を持つ凛々しい姿と言われ、みずからの聖鳥、梟との関連性を示している。

### ローマ神話での対応
ローマ神話では、はるか古くから、エトルスキー系の知恵と工芸を司る女神ミネルウァがアテーナーに対応する女神として崇拝されていた。ミネルウァの神殿もやはり都市の中心の丘の上にあるのが普通で、都市守護者であった。ロマンス語ではミネルウァは、ミネルヴァという発音になる。ラテン語：Minerva、英語読みはミナーヴァ。ミネルウァの聖鳥は、やはり梟である。

### 別名
アテーナーはさまざまな別名を持つ。イオーニア方言系のホメーロスは、アテーネーと呼び、あるいは方言形でアターナーとも呼ばれる。またアテーナイアーとも呼ばれる（この名のイオーニア方言形は、アテーナイエーである）。
それ以外に、パルラス・アテーネーの形でホメーロスが歌うように、パラス (Pallas) という別名がある。トリートゲネイア（Tritogeneia、生誕地のトリートーニス湖に由来）などの別名も持つ。

## 物語

### パラスとパラディオン
アポロドーロスによれば、アテーナーはトリートーンの娘パラスと一緒に育てられた。二人は親友となり、戦の技に励んでいたが、喧嘩となった。パラスが一撃を女神に与えようとした際、ゼウスは危惧して、空よりアイギスを差し出した。パラスは驚き、直後のアテーナーの攻撃が彼女の命を奪った。女神は親友の死を悲しみ、パラスに似せてパラディオンと呼ばれる木像を造った（パラディオンとは、イーリオスを建設したイーロスが、「徴を示してほしい」とゼウスに祈ると、天から降って来た木像である）。
なお、フランスのトランプでは、パラスの名前でスペードのクイーンのモデルとされていて、一般的なカード（インターナショナル・フェイス）では、クイーンの中で唯一武器を所持している。

### ギガントマキアー

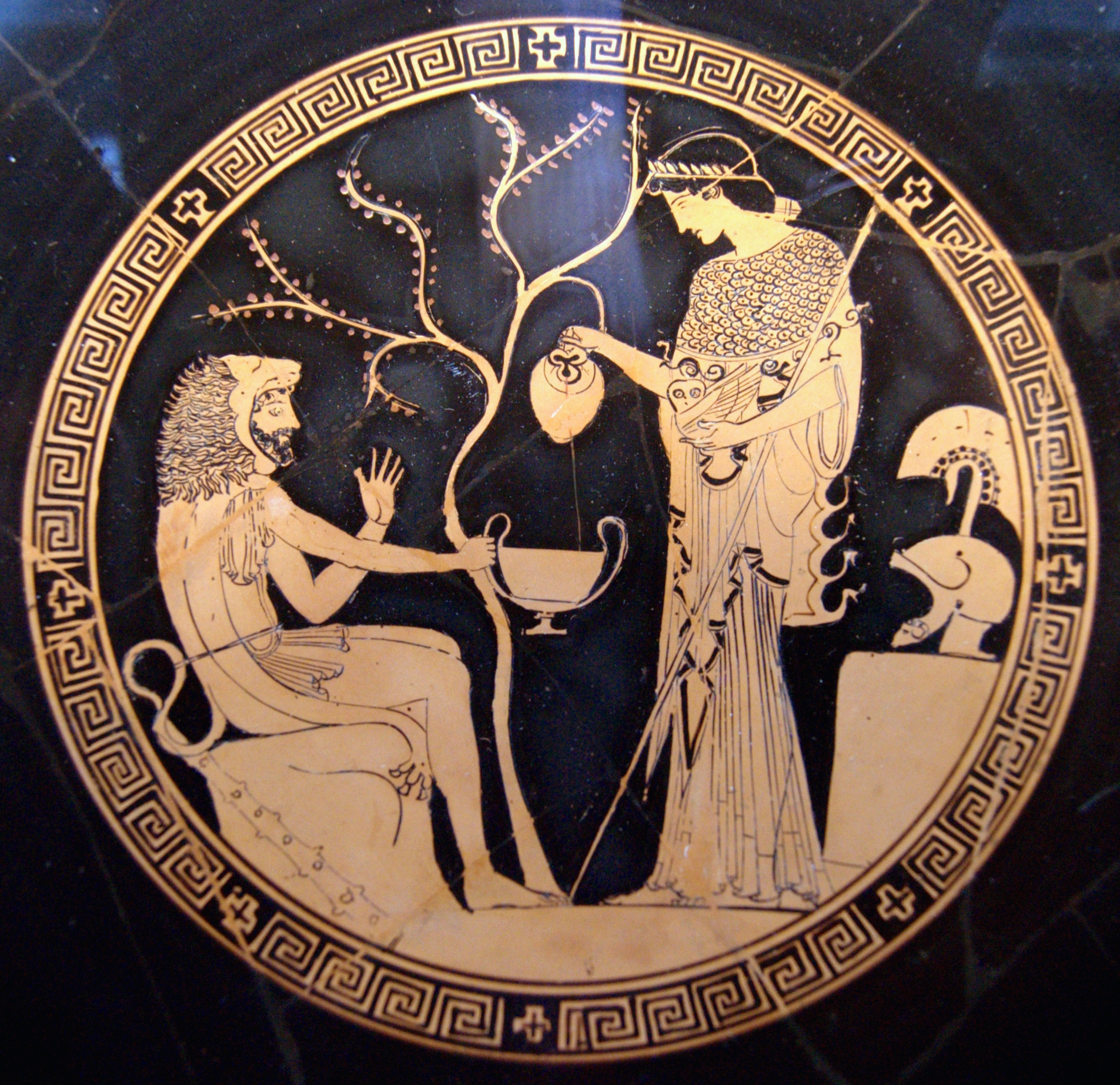
紀元前480から470年製のアッティカの赤絵式のキュリクスに描かれたアテーナー及びヘーラクレース。

ティーターン族をタルタロスに幽閉したゼウスに対して、ガイアは怒り、多くのギガース達を生み出してゼウスを脅かし、戦をけしかけた。これがギガントマキアーである。この時、アテーナーはギガースたちの中で最も強力なエンケラドスと戦い、シケリア島を投げつけて、これを圧殺した。また、トラーキアにあっては不死であったアルキュオネウスをヘーラクレースとともに引きずり出し、打殺したとされる。また、アテーナーはギガースの一人パッラースを殺してその皮を鎧とし、その翼を自らの足につけたためパラス・アテーナーと名乗るようになったともいわれる。

### エリクトニオス
アテーナーにはエリクトニオスの出生にまつわる伝承が伝えられる。アポロドーロスの伝承では、アテーナーが武器を作るためにヘーパイストスを訪れた際、欲情したヘーパイストスに襲われた。アテーナーは逃げ出したが追いついたヘーパイストスはアテーナーの脚に精液を撒いた。アテーナーは怒り精液を毛（羊毛）で拭うと地に投げ捨てた。この精液が落ちた土からエリクトニオスが生まれた。アテーナーはエリクトニオスを隠し育て、のちに箱に詰めアテーナイ王ケクロプスの娘パンドロソスへと預けた。この時、箱を開けることを禁じたが、パンドロソスの姉妹は好奇心に負け箱を開け、赤子を巻いている大蛇を見てしまう。彼女たちは大蛇によって滅ぼされたとも、アテーナーの怒りによって狂いアクロポリスから墜死したとも伝えられる。その後エリクトニオスはアテーナーによってエレクテイオンで育てられ、のちにアテーナイの王となった。
ヒュギーヌスの伝承では、ポセイドーンによって唆されたヘーパイストスがアテーナーを妻にしようと寝室へと忍び込んだが、アテーナーは武器をもって抵抗し純潔を守った。このときヘーパイストスは精液を大地へと漏らし、そこから下半身が蛇の形をしたエリクトニオスが生まれた。アテーナーはこの子を育てようと小さな籠に入れ、ケクロプスの3人の娘たちに託した。娘たちが籠を開けたときカラスがその秘密を漏らしたために、娘たちはアテーナーによって狂い海へと身投げした。

### トロイア戦争

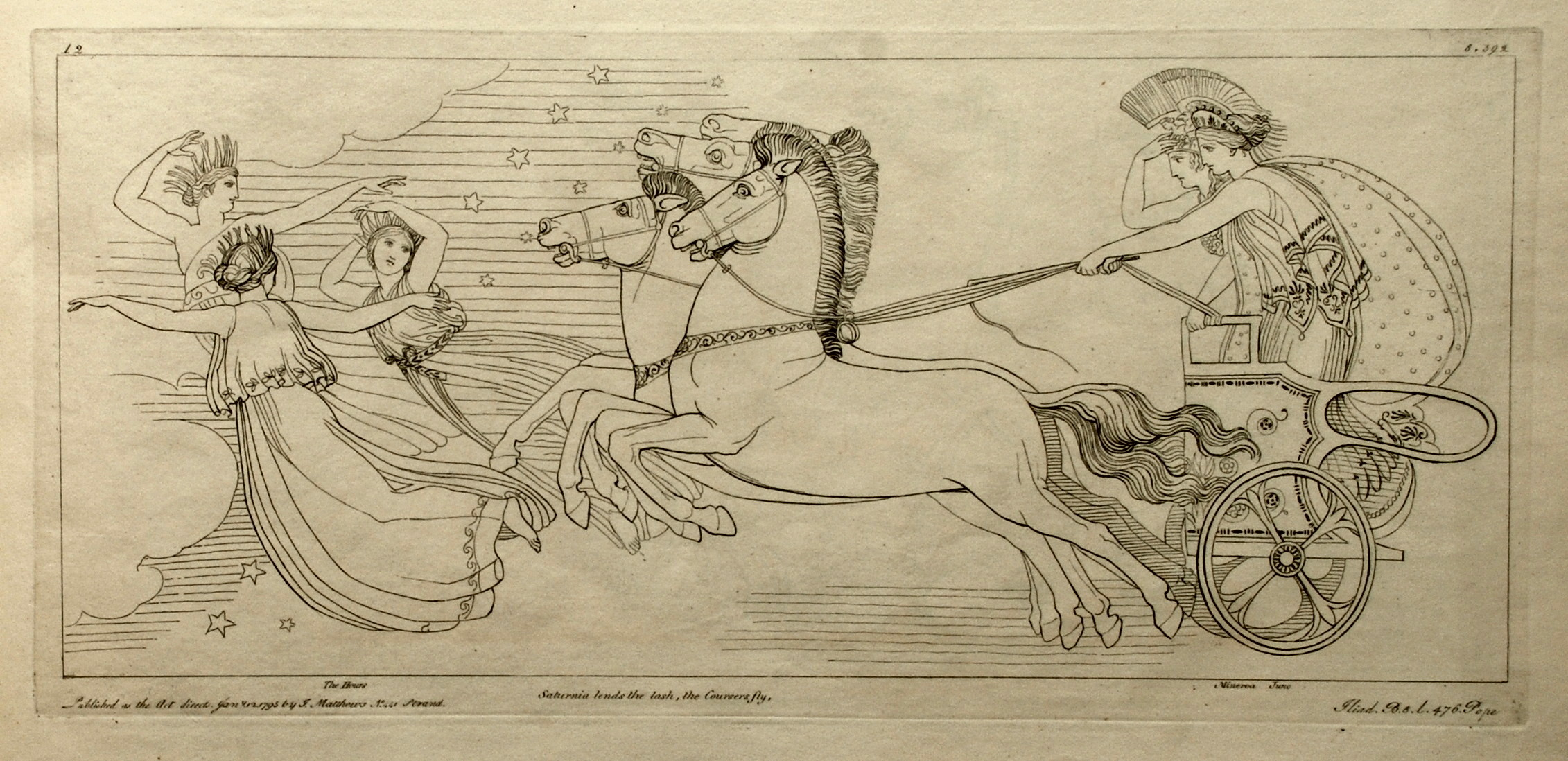
ジョン・フラックスマンが描いた『イーリアス』挿絵（1795年）。ホーラーたちに導かれ、ヘーラーとアテーナーが戦車に乗ってオリュムポスからトロイア戦争の戦場へと向かう様子を描いている。

神話ではトロイア戦争のきっかけは黄金の林檎を巡るアテーナー、ヘーラー、アプロディーテーの対立にあると伝えられる。黄金の林檎の行先はトロイアの王子パリスに委ねられ、アプロディーテーはパリスに「最も美しい女を与える」と約束をすることで黄金の林檎を手に入れた（パリスの審判）。しかしながら、この「最も美しい女」がスパルタ王メネラーオスのヘレネー妃であったことからトロイア戦争が引き起こされた。トロイア側にはアプロディーテーが、ギリシア側にはパリスを憎むアテーナーとヘーラーがついた。
アテーナーは戦場でギリシア勢のアキレウスやディオメーデースらの働きを助けている。『イーリアス』第5巻ではアテーナーはヘーラーとともに戦車に乗って戦場に赴き、ギリシア軍を助けようとする。トロイア側で激昂したアレースを阻止するため、ハーデースの兜で姿を隠したアテーナーは自ら戦車の御者となりディオメーデースを乗せアレースへ攻めかかった。ディオメーデースが槍を投げるとアテーナーがその槍を導いた。槍はアレースの下腹部へと突き刺さり、アレースは大きな叫び声をあげて空へと逃げ去った。『イーリアス』第21巻では、アテーナーは神々同士の戦いの中でアレースに対して、標識として置いてあった黒い大岩を持ち上げて、アレースの頭に投げつけ、昏倒させた。さらにアテーナーが目を離したすきにアプロディーテーがアレースを助けようとするが、ヘーラーの指示のもと、アテーナーはアプロディーテーの胸に拳を叩きつけ、アプロディーテーをアレースとともに大地へ撃ち落とした。トロイアの王子で防衛戦の総大将であったヘクトールがアキレウスに追い詰められた際、アポローンはヘクトールが逃げ切れるよう疲れ知らずの体に変えたが、アテーナーはヘクトールの弟デーイポボスの姿でヘクトールの横へと現れ、加勢があるようにみせかけ逃げるのを止めさせた。この為にヘクトールはアキレウスによって討ち取られた。
また、良く知られる「トロイアの木馬」について、ギリシア軍は「アテーナーの怒りを鎮めるために作られた捧げ物である」としトロイア軍に奪わせている。巨大な木馬をトロイアの城内に運び込むことに反対した神官ラーオコオーンは、怒ったアテーナーによって両目を潰された。ラーオコオーンは痛みに苦しみながらも木馬を焼き払えと主張を曲げなかったために、アテーナーはテネドスから2匹の大蛇を呼び寄せてラーオコオーンとその2人の息子を襲わせ、息子たちをかみ殺させた。その後、2匹の大蛇はアテーナー神殿に登り姿を消した。
トロイア陥落後、トロイアの王女カッサンドラーはアテーナー神殿へと逃げ出した。カッサンドラーはアテーナーの神体にすがり助けを願うも小アイアースに捕えられ凌辱された。アテーナーはこれに激怒し、小アイアースへと神罰を下した。

## その他

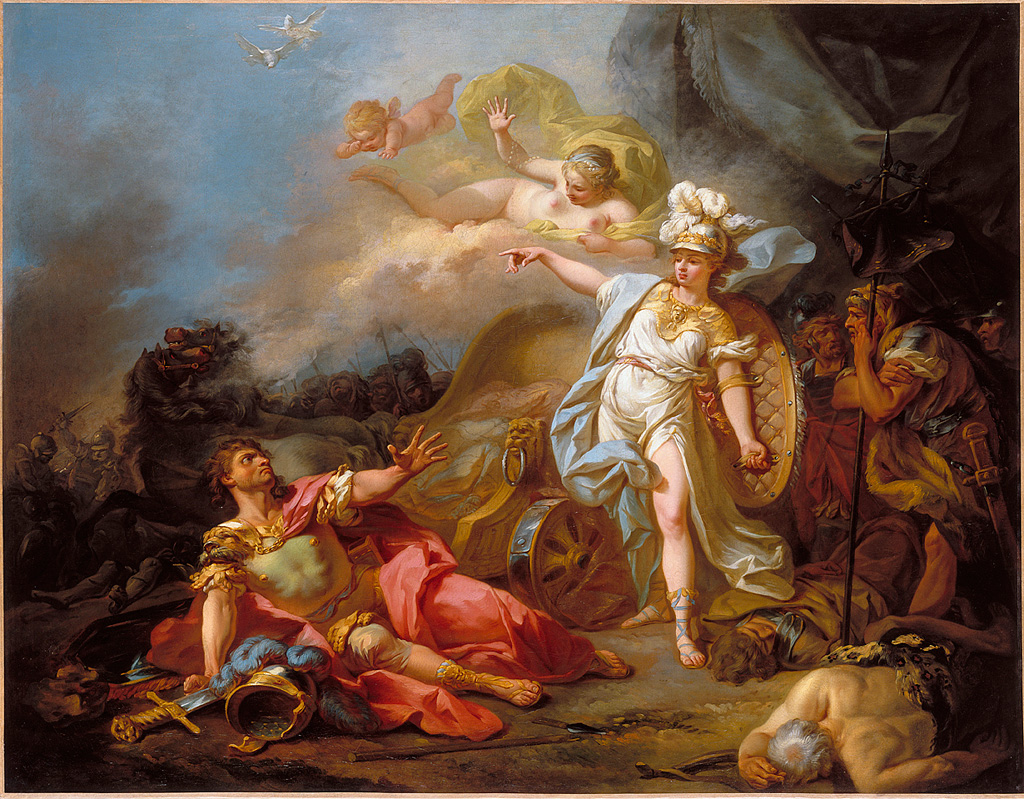
『アレースとアテーナーの戦争』（ジャック＝ルイ・ダヴィッド作、1771年、リヨン美術館所蔵）

- 英雄たちに対しては好意的で、ペルセウスのメドゥーサ退治の際には表面が鏡のように磨かれた盾を貸し与え、ヘーラクレースのステュムパーロスの鳥退治の際にはヘーパイストスの作った青銅の鳴子を与え、ベレロポーンにペーガソスを調教できる黄金のくつわを与えたり、オデュッセウスに助言をして妻に会わせたりしている。
- アテーナーは神話の中では非常に気が強く、プライドの高い一面を見せており、涜聖的人物に対して容赦なく罰を与えている。例えばアレースには「勝手気ままに振る舞っている」と指摘されており、自分と張り合ったメドゥーサやアラクネーらを罰している。
- アテーナーは神々の宴会で自分の発明したアウロス（二本管の笛）を吹くと頬が膨れ、顔が醜くなるということでヘーラーとアプロディーテーに笑われた。演奏している自分の顔を湖面に映して見たアテーナーは笑われる理由を知り、そのアウロスを捨てた。
- アテーナーが水浴をしている時、カリクローの息子であるテイレシアースはアテーナーの全裸の姿を見てしまった。アテーナーはテイレシアースを罰し、盲目にしたが、カリクローに盲目の治癒を乞われたため、アテーナーは代わりに未来を予言する能力を授けた[18][19]。
- アテーナーはヘーラーを支援してアルゴナウタイを庇護して冒険を助けた。ヘーラーの豪華な刺繡入りのローブもアテーナーによって織られたものである[20][21]。ヘーラーが起こしたゼウスに対する反乱にも参加した。また、ゼウスの立場に合わせて行動することもあり、ゼウスとアテーナーの策略でヘーラーの母乳を飲んだヘーラクレース（赤子の頃）は不死の体を手に入れている。
- アテーナーの信仰では学者は啓示を、裁判官は明晰を求め、軍人は戦術を磨こうとアテーナーに祈りを捧げたと言われる[22]。

## ギャラリー

### 西洋絵画

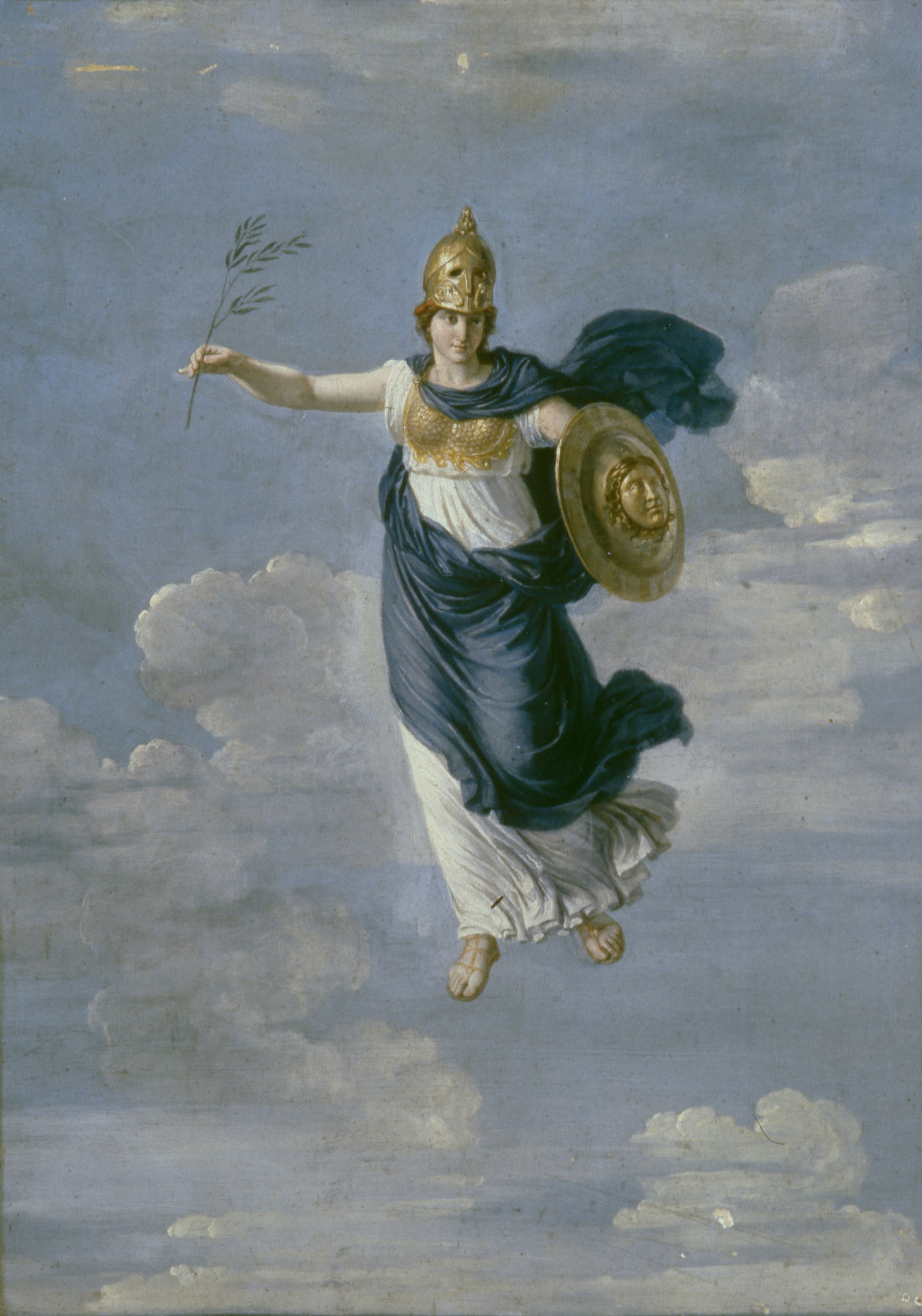
アンドレイ・イヴァノヴィチ・イワノフ（英語版）『天にあるアテナ』（1820年）ロシア美術館所蔵
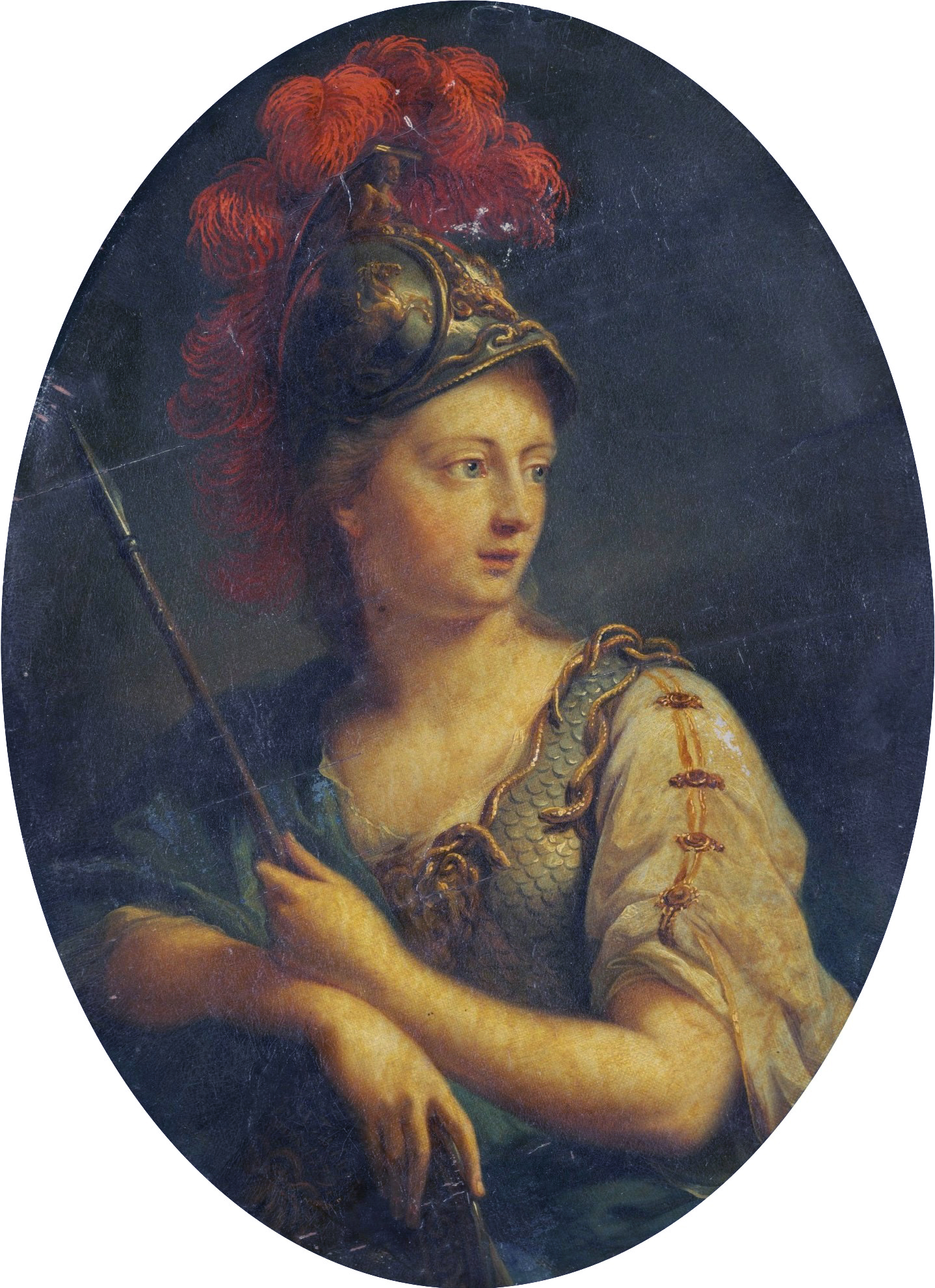
ヨハン・ハインリヒ・ティシュバイン『アテナ』（1779年）ニュー・ギャラリー（英語版）所蔵
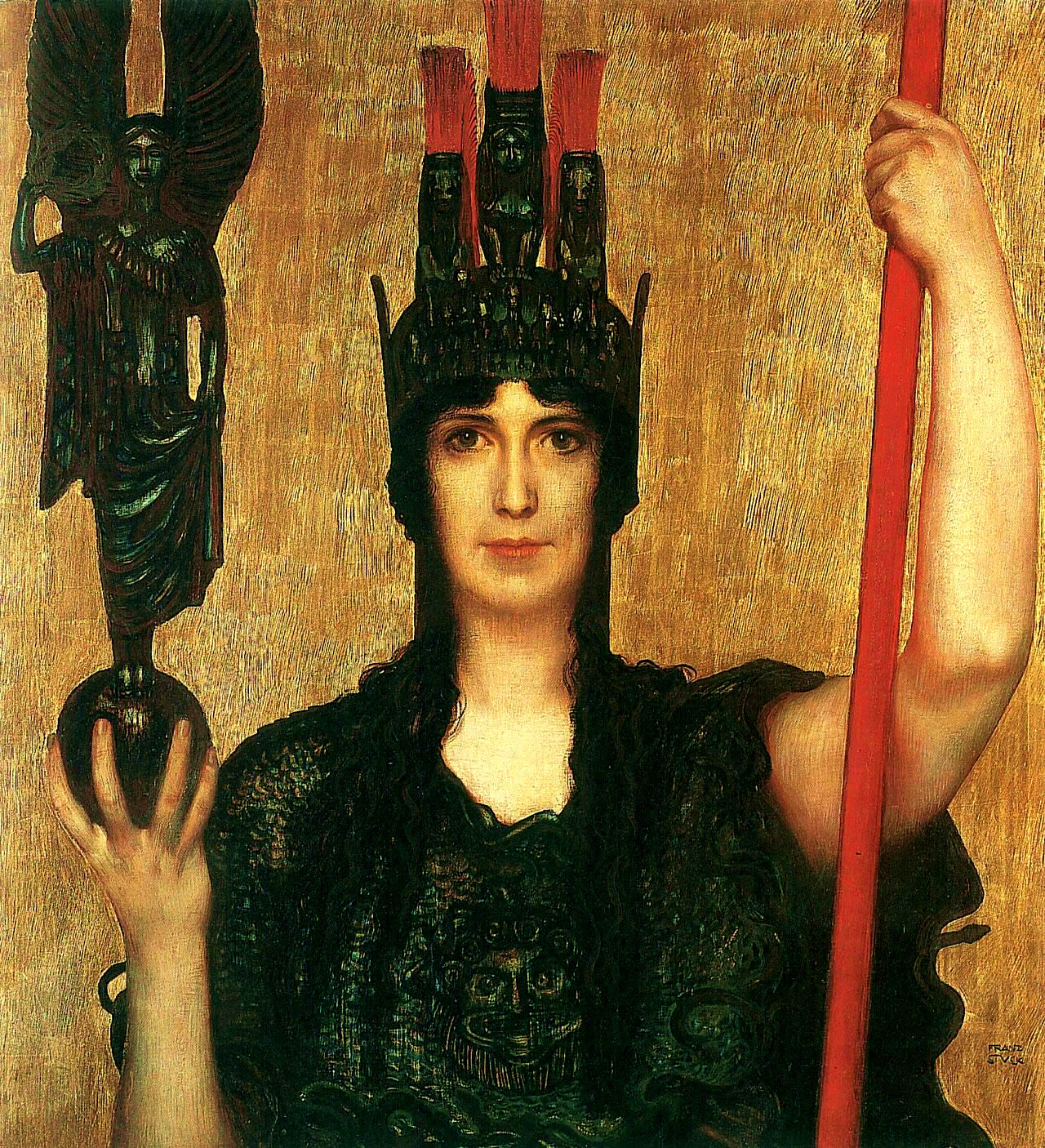
フランツ・フォン・シュトゥック『パラス・アテナ』（1898年）個人蔵
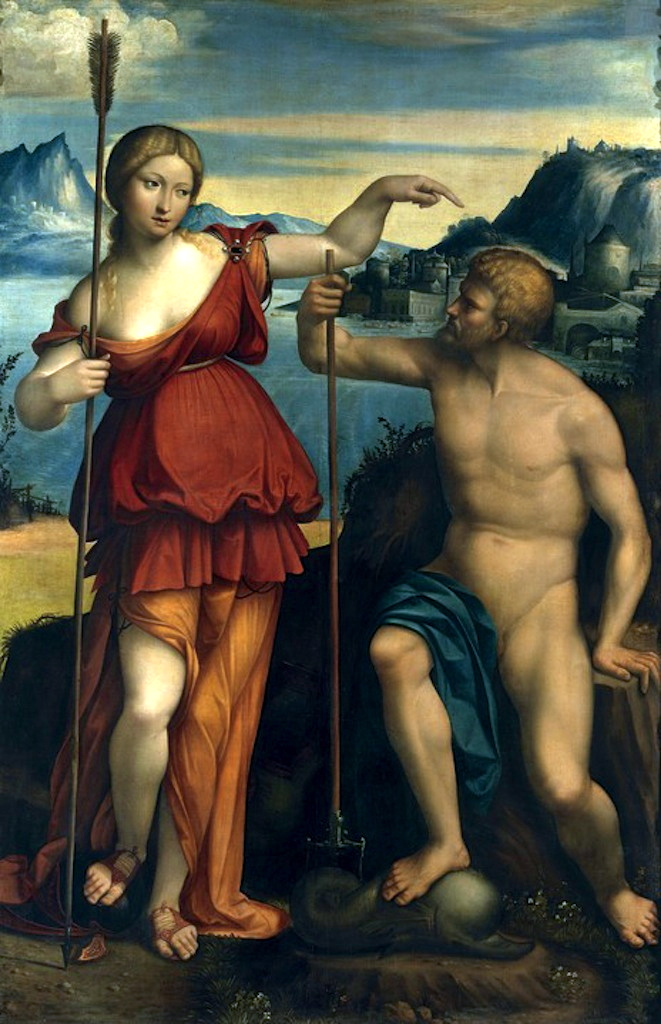
ガロファロ『ポセイドンとアテナイの所有権を争ったアテナ』（1512年）アルテ・マイスター絵画館所蔵
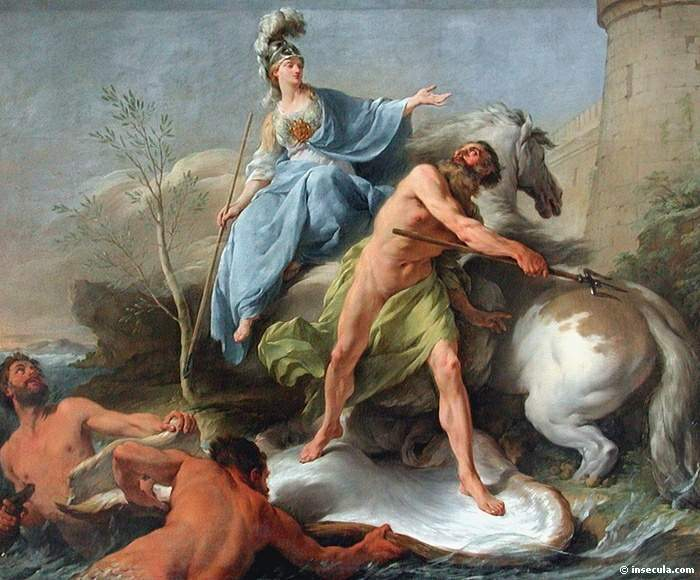
ノエル・アレ『アテナとポセイドンの競争』（1748年）ルーヴル美術館所蔵
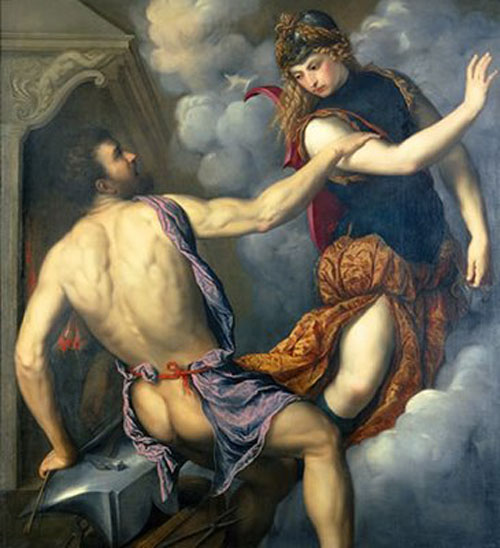
パリス・ボルドーネ『アテナに迫ったヘパイストス』（1555-1560年頃）個人蔵
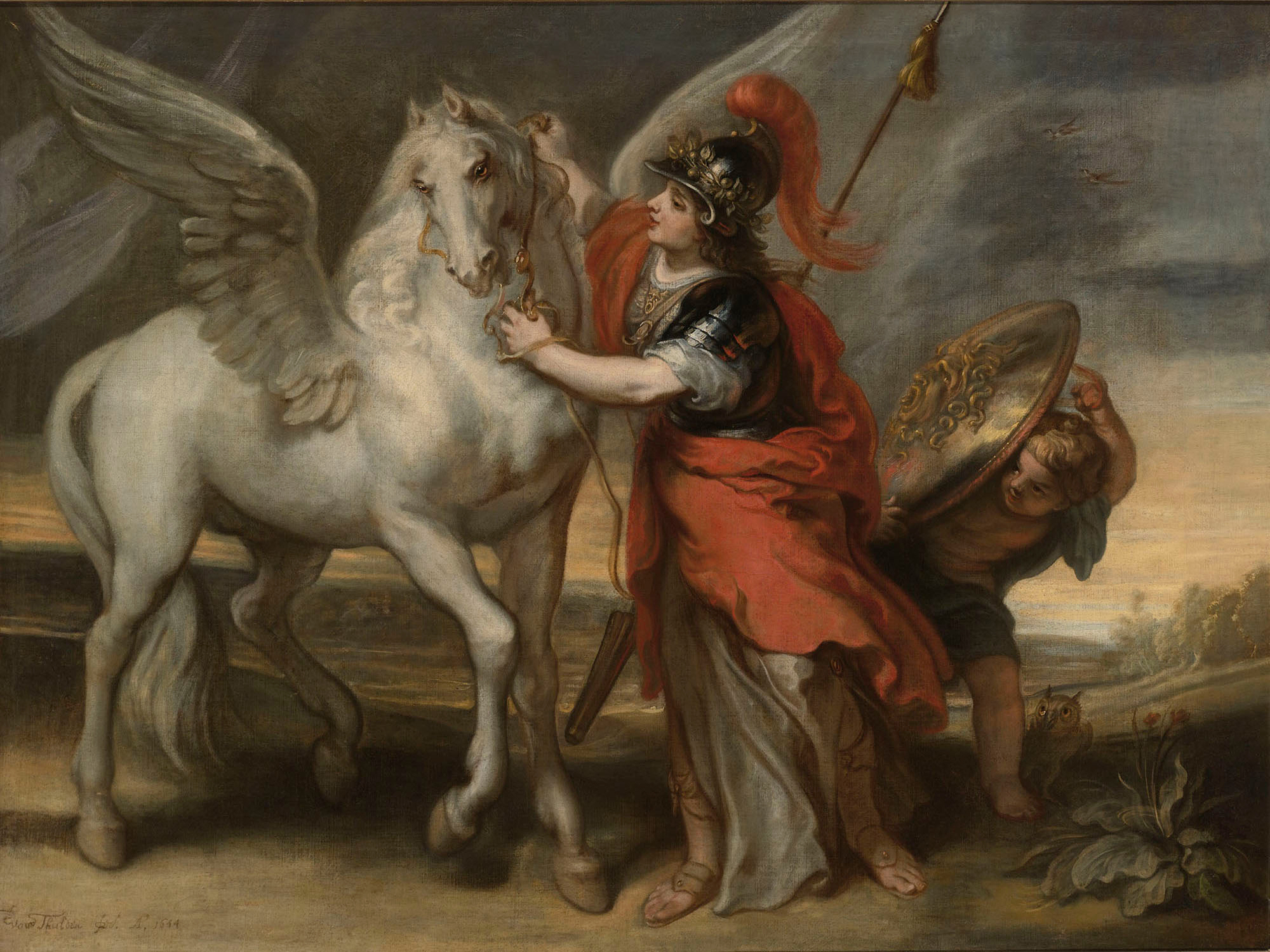
テオドール・ファン・テュルデン『アテナとペガサス』（1654年）個人蔵
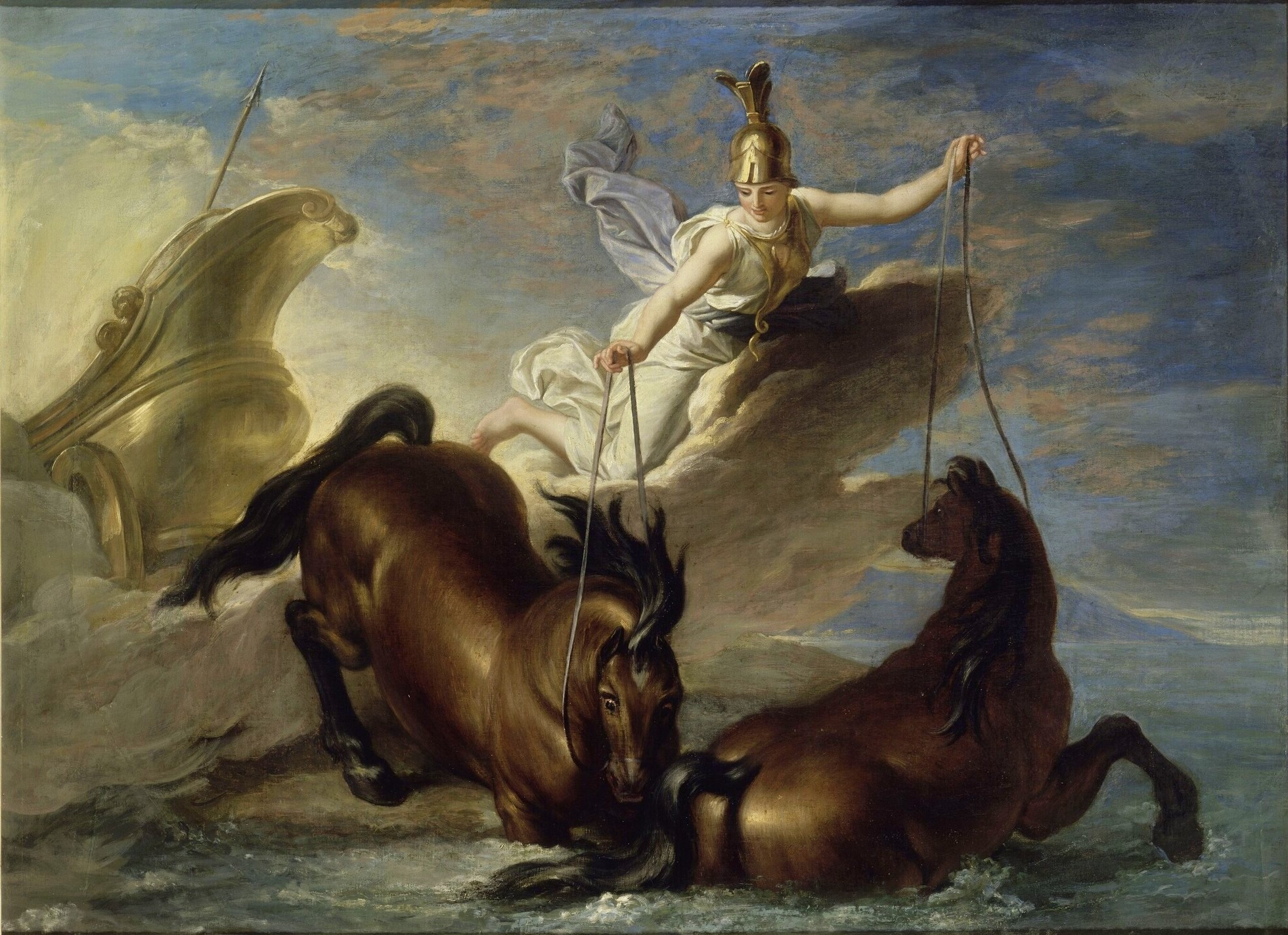
ルネ＝アントワーヌ・ウアス『馬を調教したアテナ』（1688年）ベルサイユ宮殿所蔵
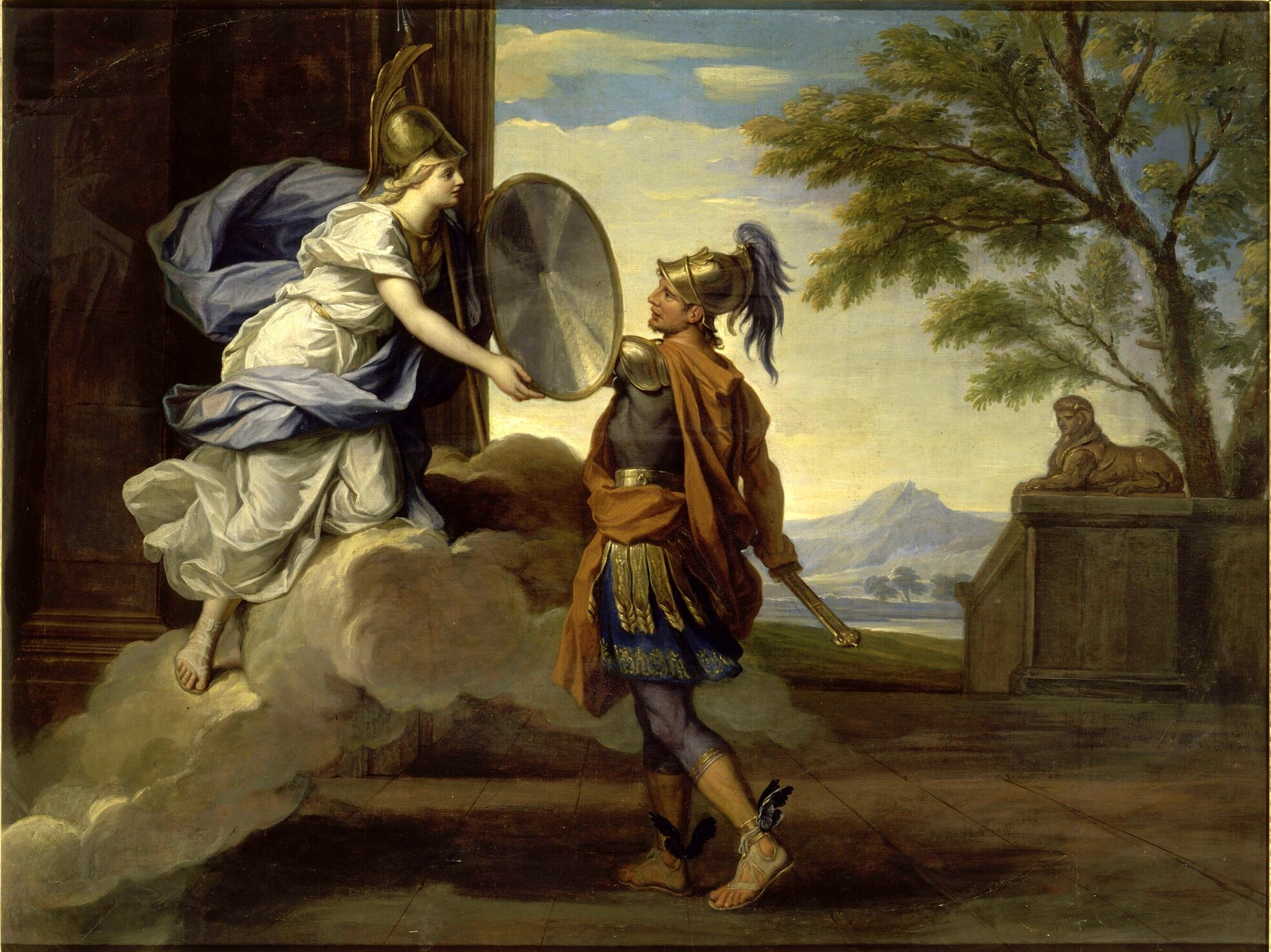
ルネ＝アントワーヌ・ウアス『ペルセウスに盾を貸し与えたアテナ』（1697年）ベルサイユ宮殿所蔵
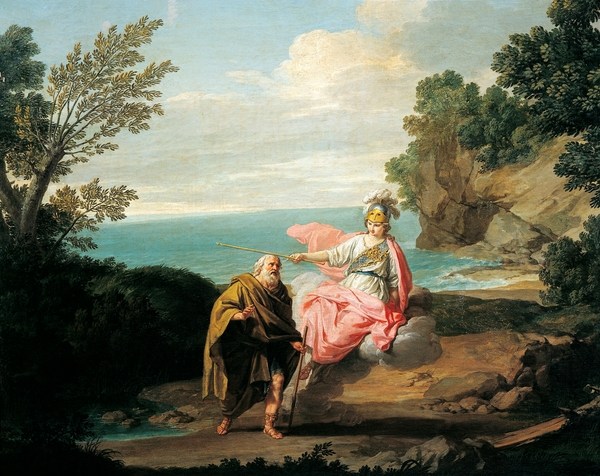
ジュゼッペ・ポターニ（英語版）『アテナによって乞食に変身させられたオデュッセウス』（1775年）マラスピーナ絵画館（イタリア語版）所蔵
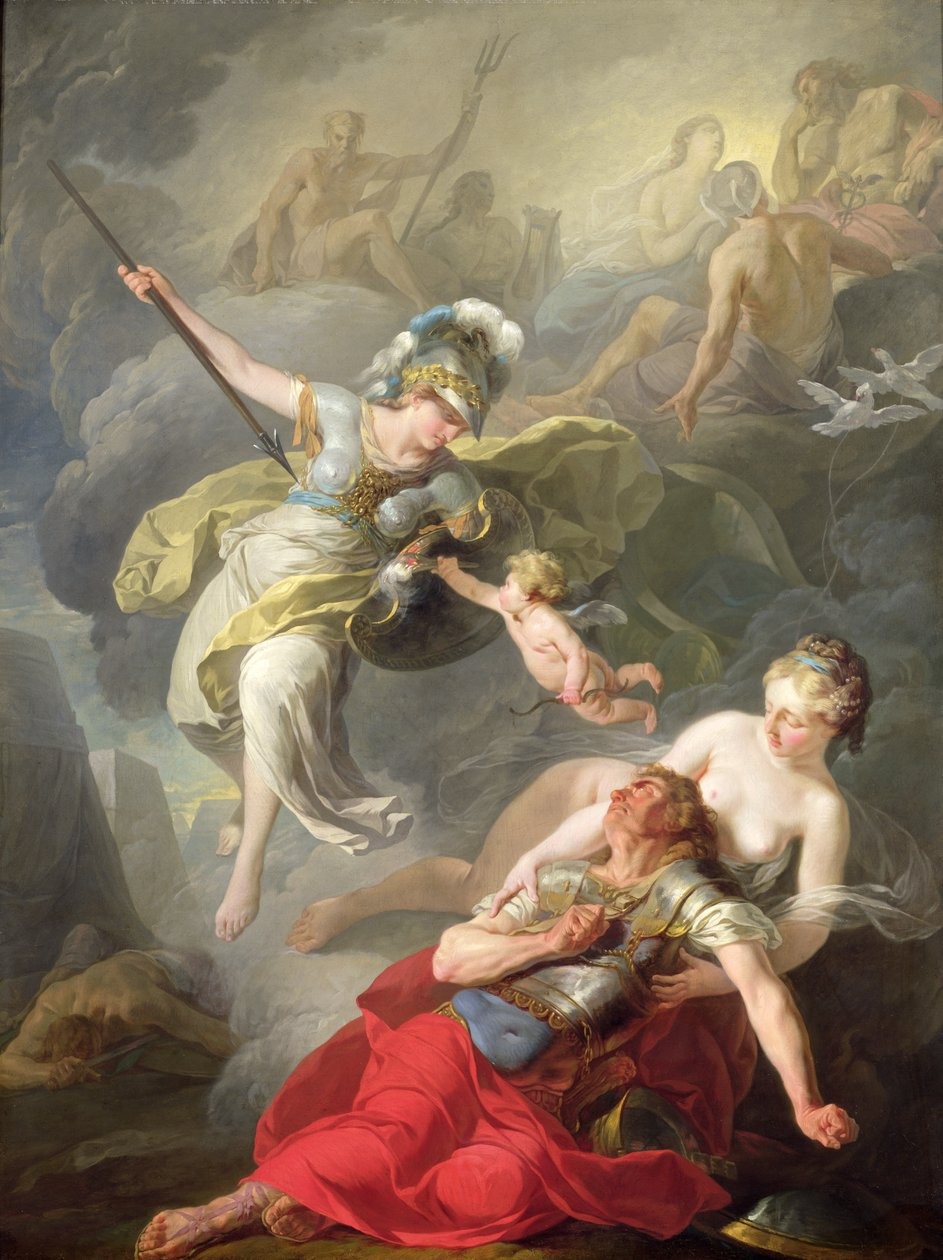
ジョセフ＝ブノワ・シュヴァ（英語版）『アテナとアレスの戦争』（1771年）リール宮殿美術館所蔵
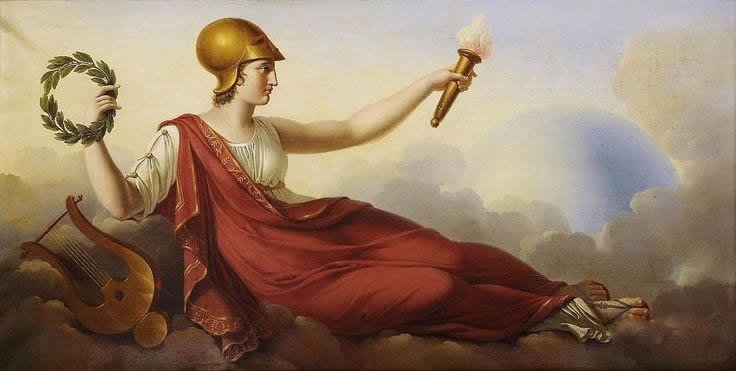
ジャック・ルイ・デュボワ『アテナ』（19世紀）

### 彫刻

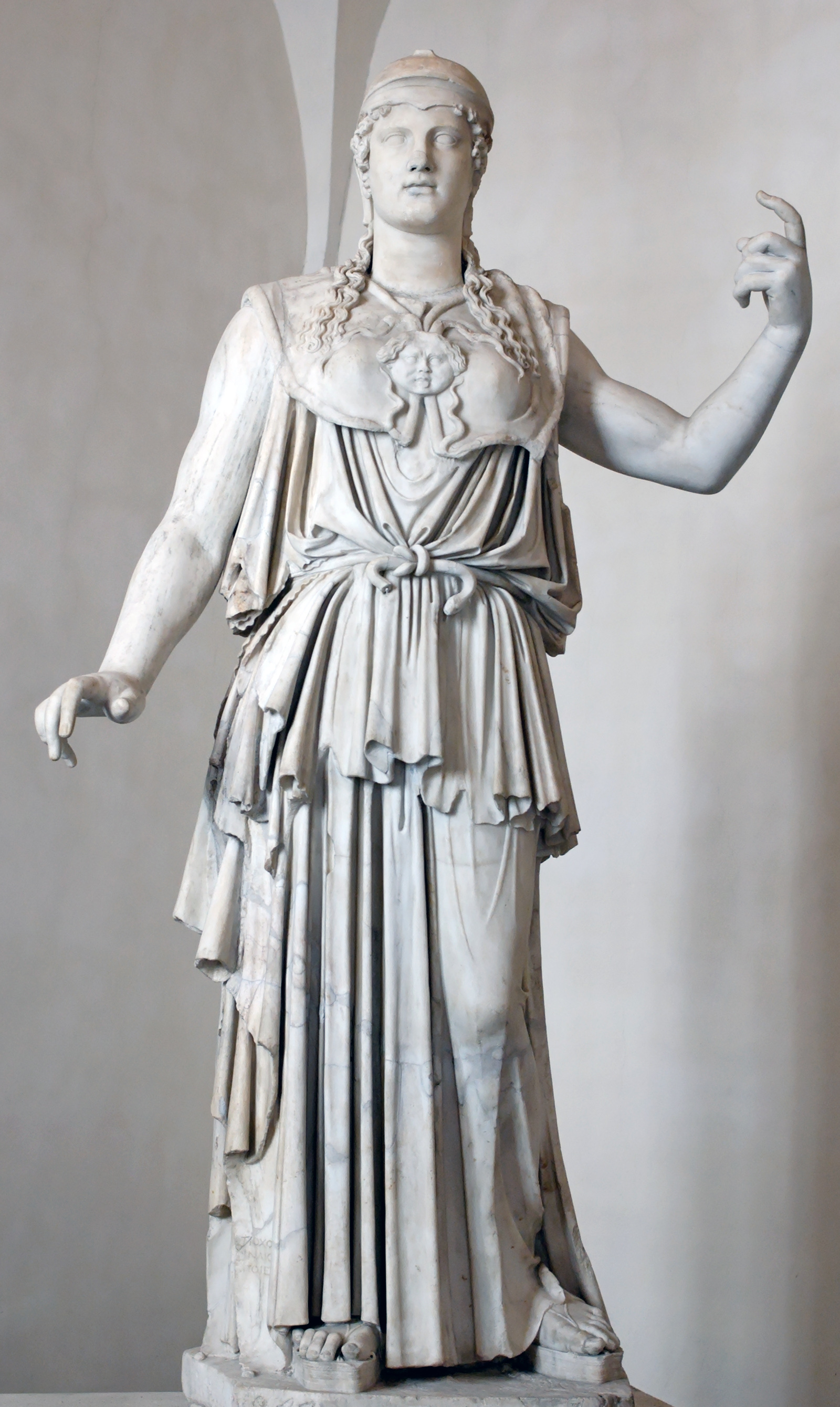
紀元前1世紀の「アンティオコス」と署名された大理石の複製品。紀元前5世紀のアクロポリスに立っていたペイディアースのアテーナー・プロマコスの像とは異なる。

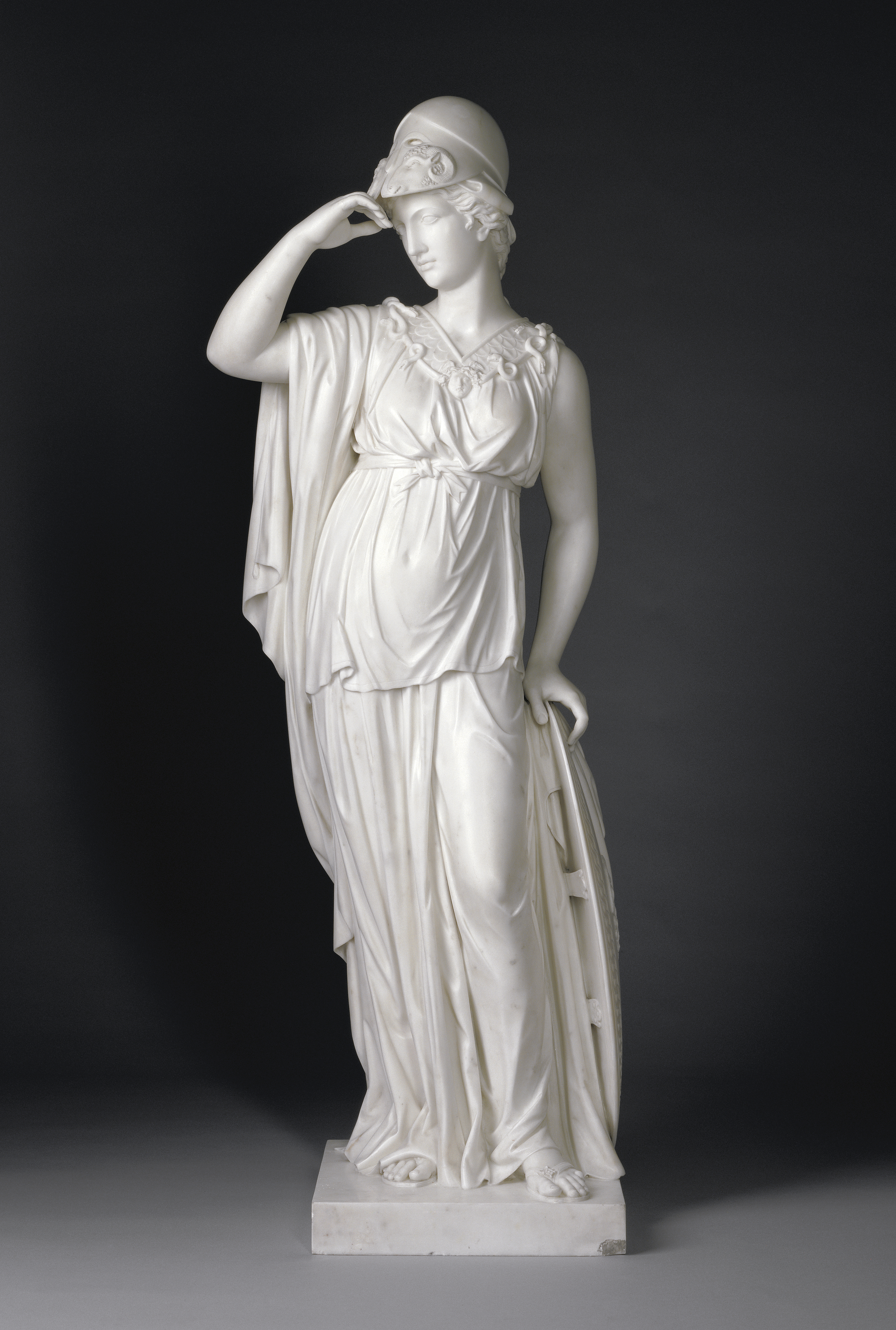
ジョセフ・ノルケンズ『アテナ像』（1775年）ゲッティ・センター（英語版）所蔵
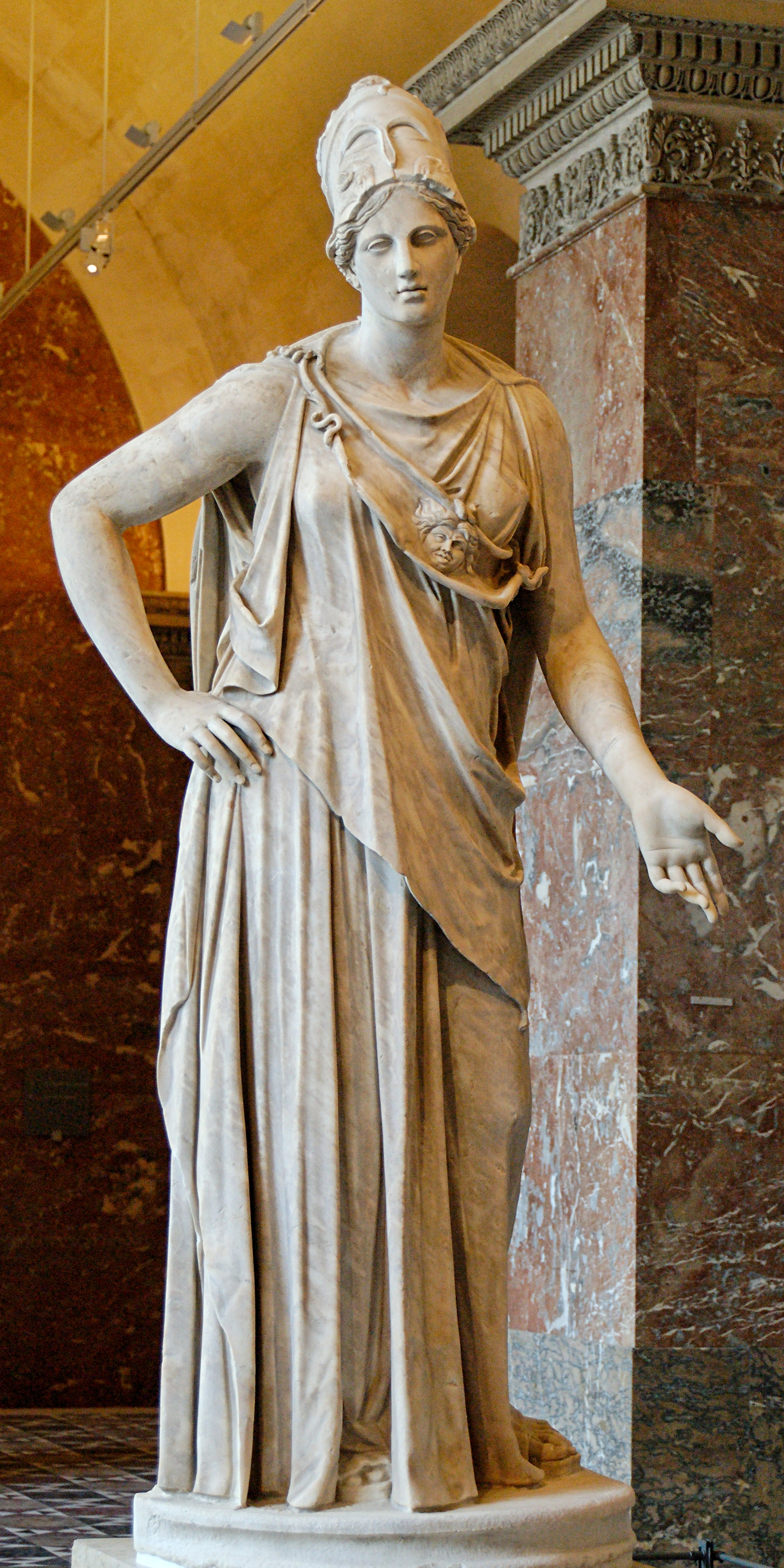
『マテイのアテナ』ルーヴル美術館所蔵
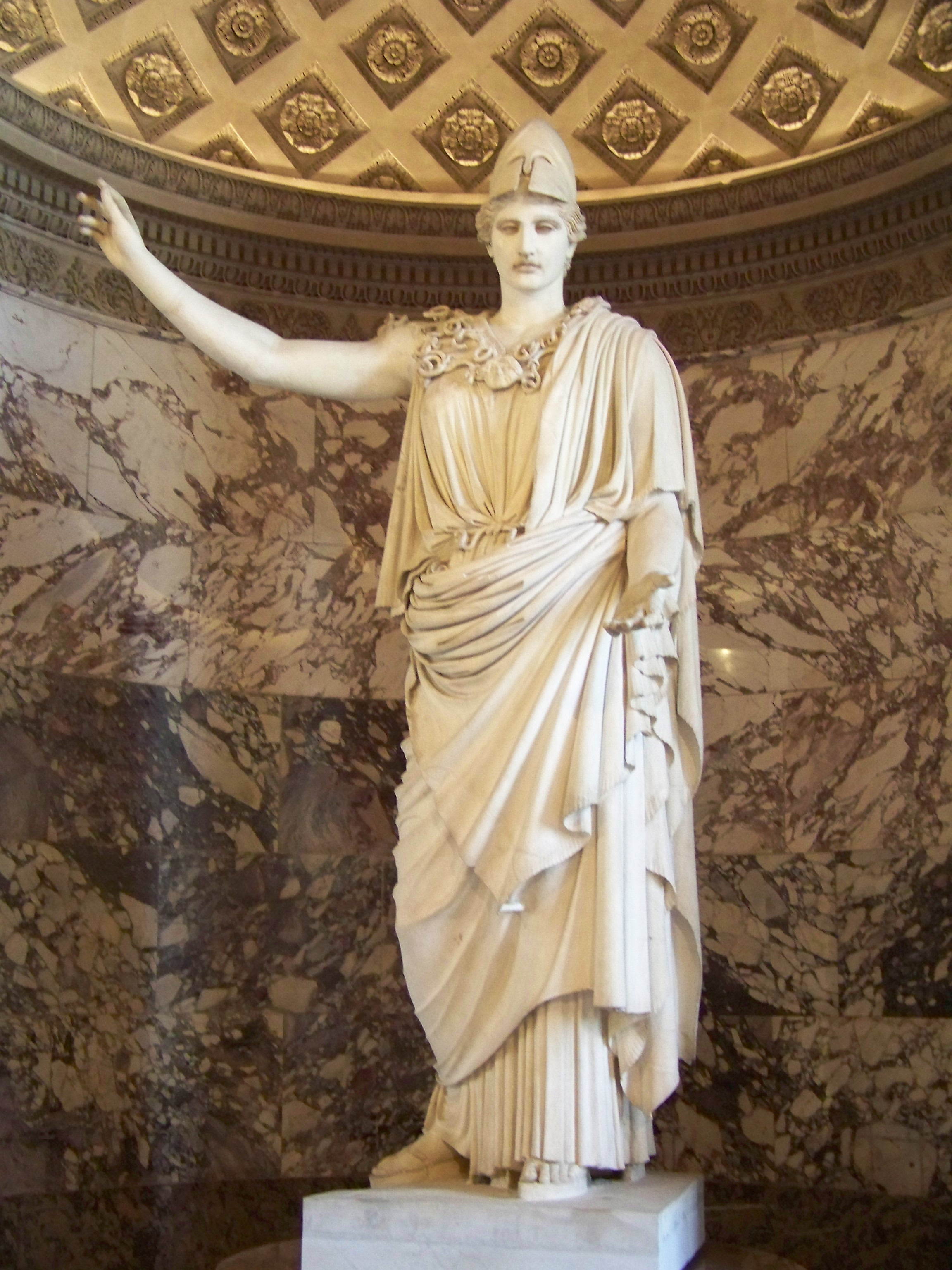
『ヴェレトリのアテナ』ルーヴル美術館所蔵
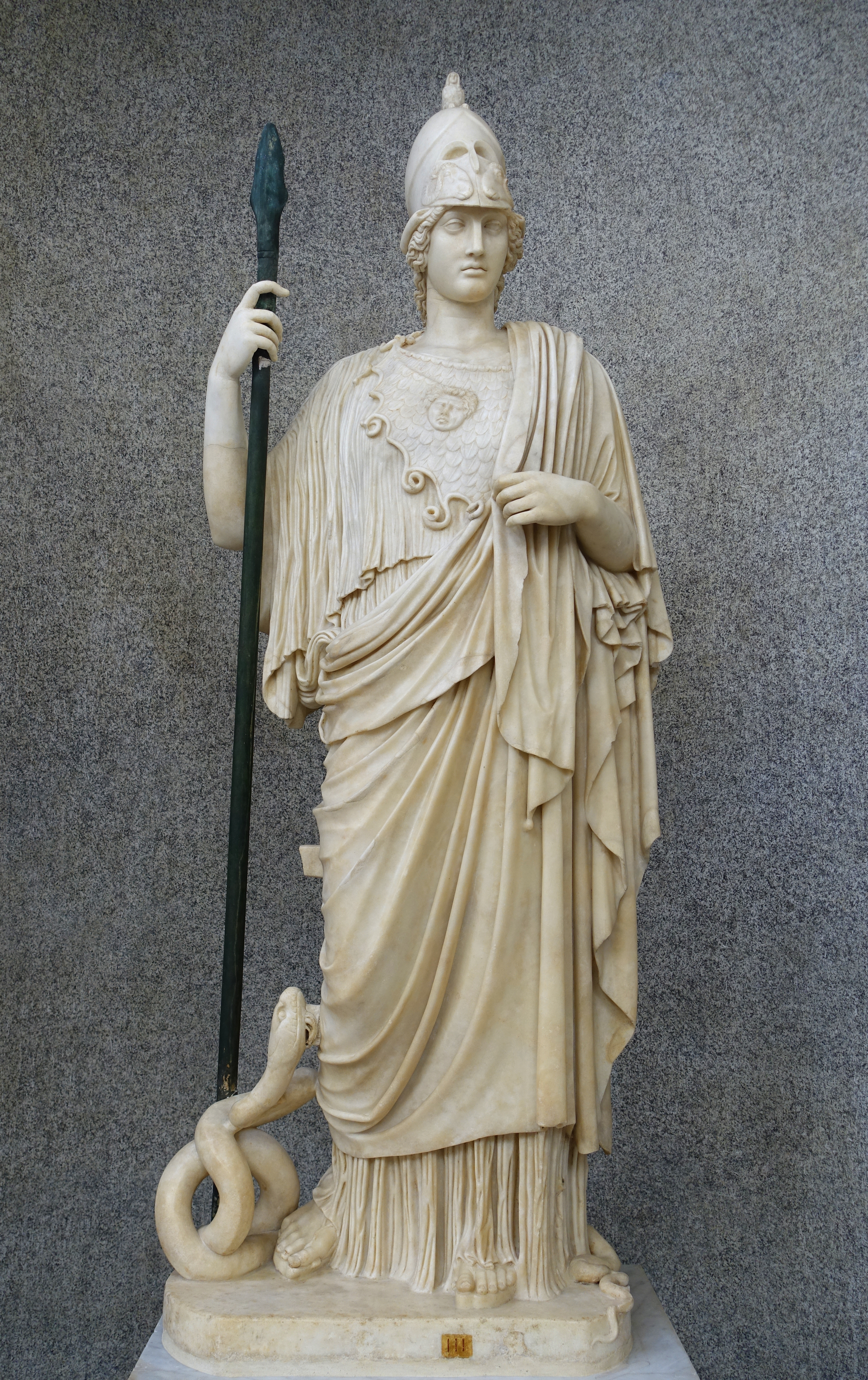
『アテナ・ジュスティニアニ』バチカン美術館所蔵
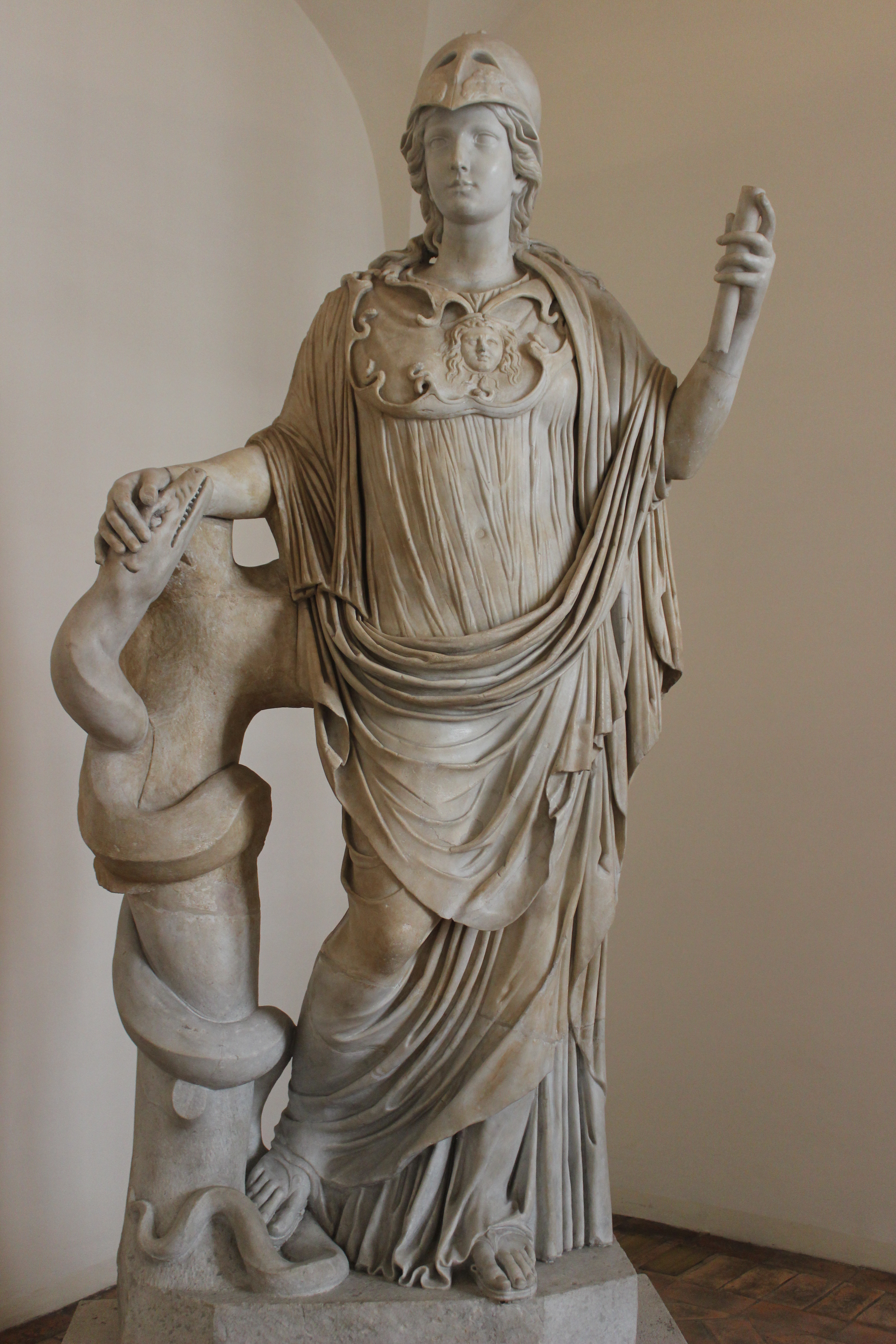
『アテナ・アルガルディ・アルテンプス』ローマ国立博物館・アルテンプス宮所蔵
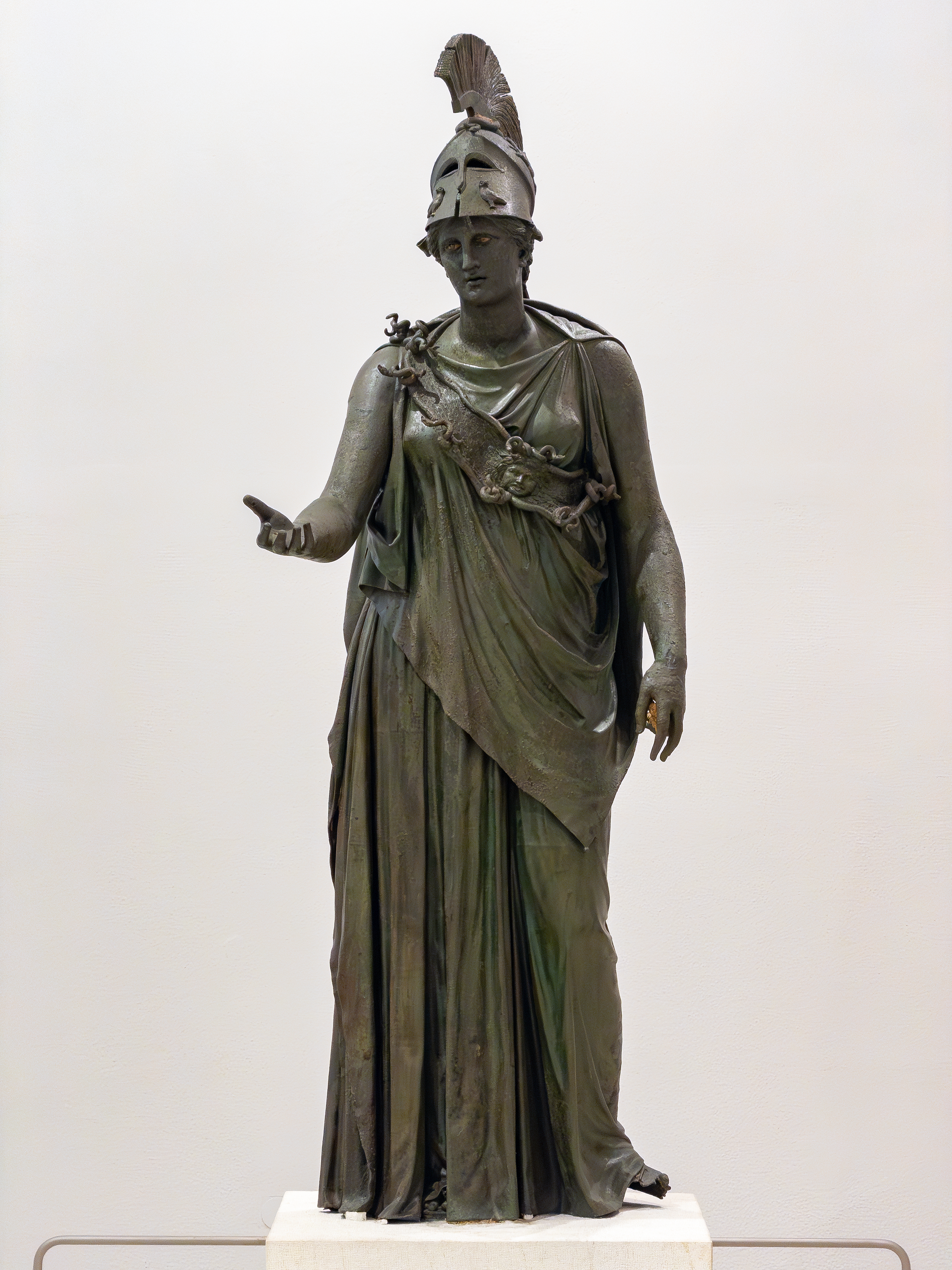
ピレウスのアテナ女神の青銅像（紀元前360年頃）ピレウス考古学博物館所蔵
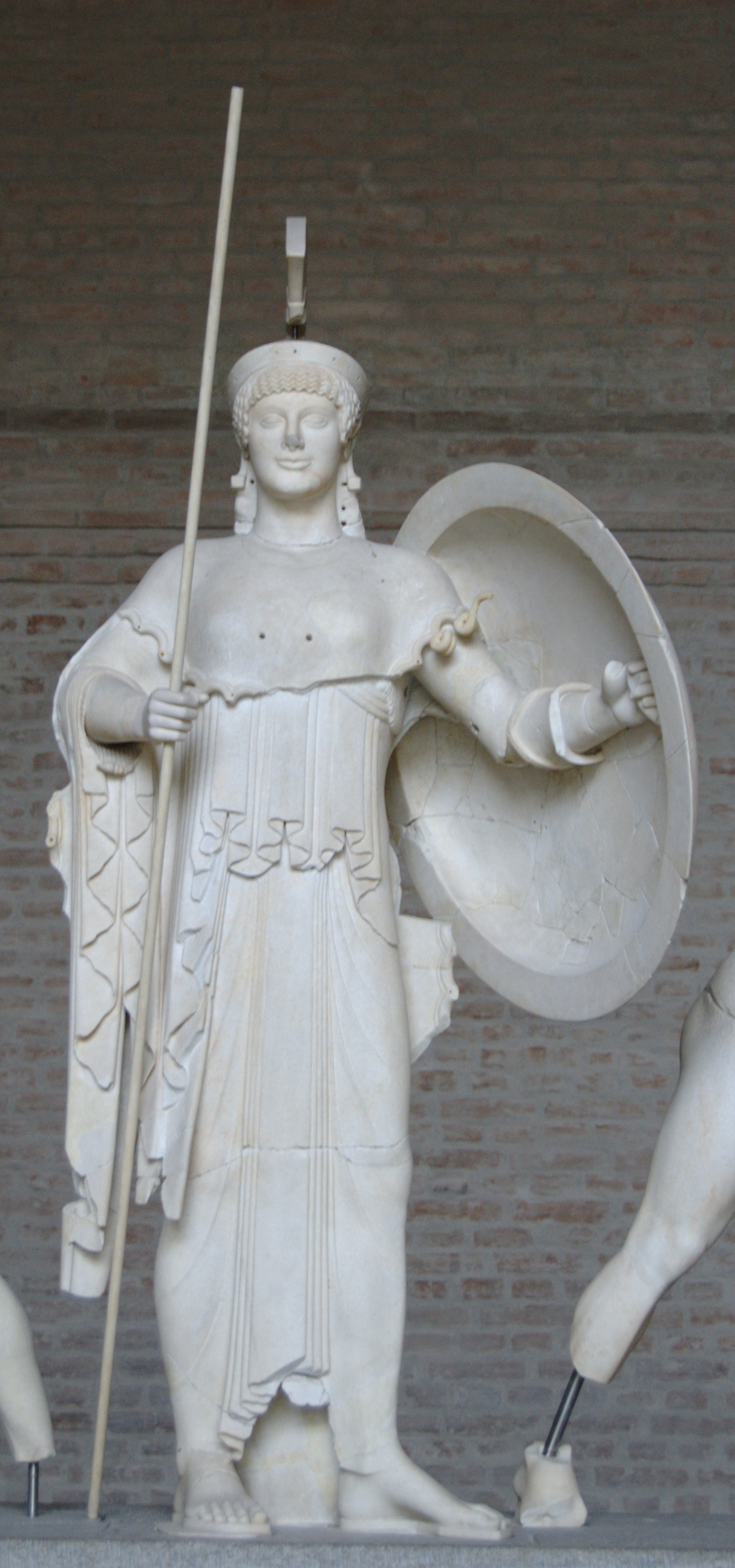
アパイアー女神神殿のアテーナー女神の像、グリュプトテーク所蔵
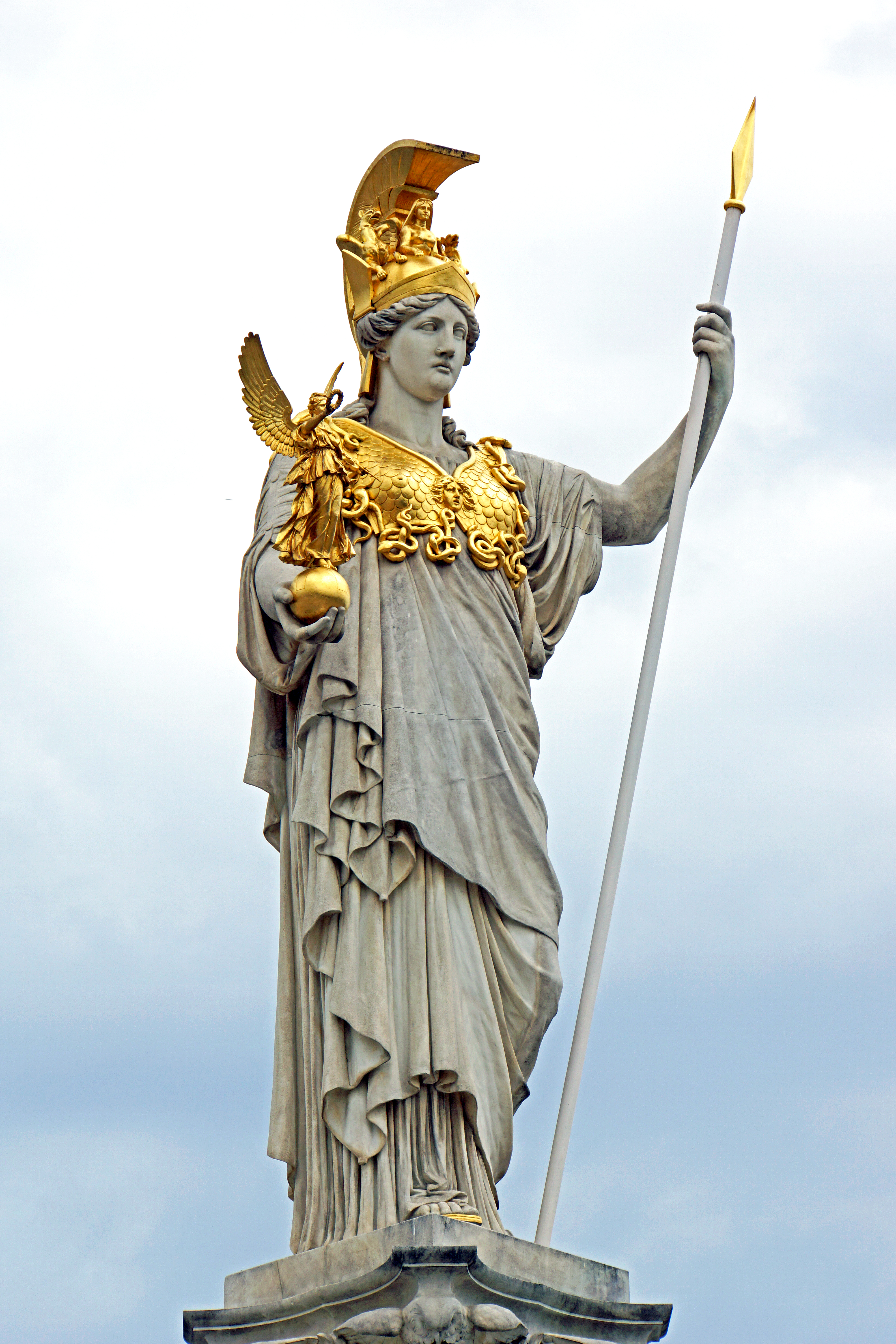
ウィーンの国会議事堂前にあるパラス・アテナ女神の像
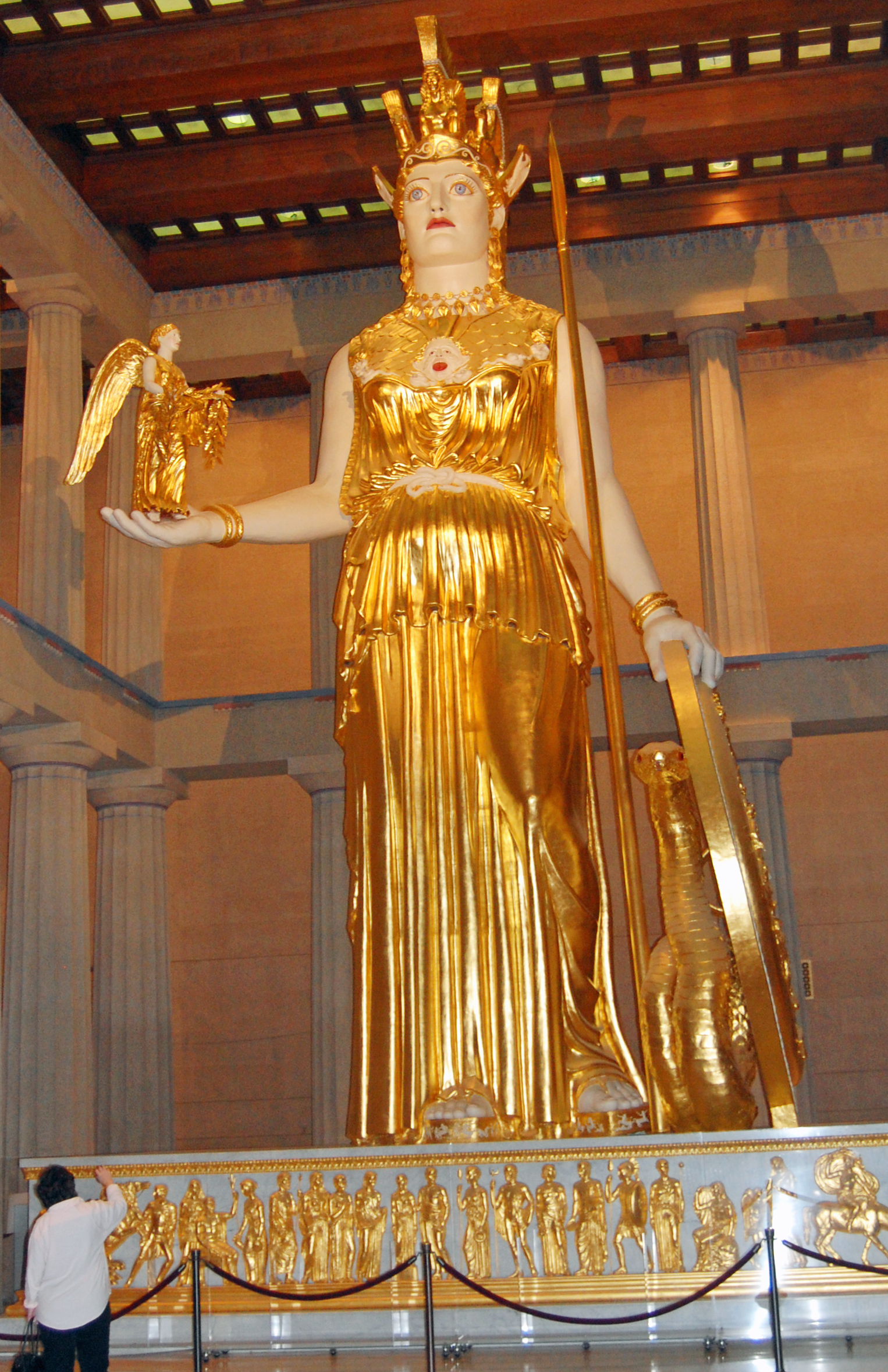
テネシー州のナッシュビルにあるアテナ・パルテノン女神の像
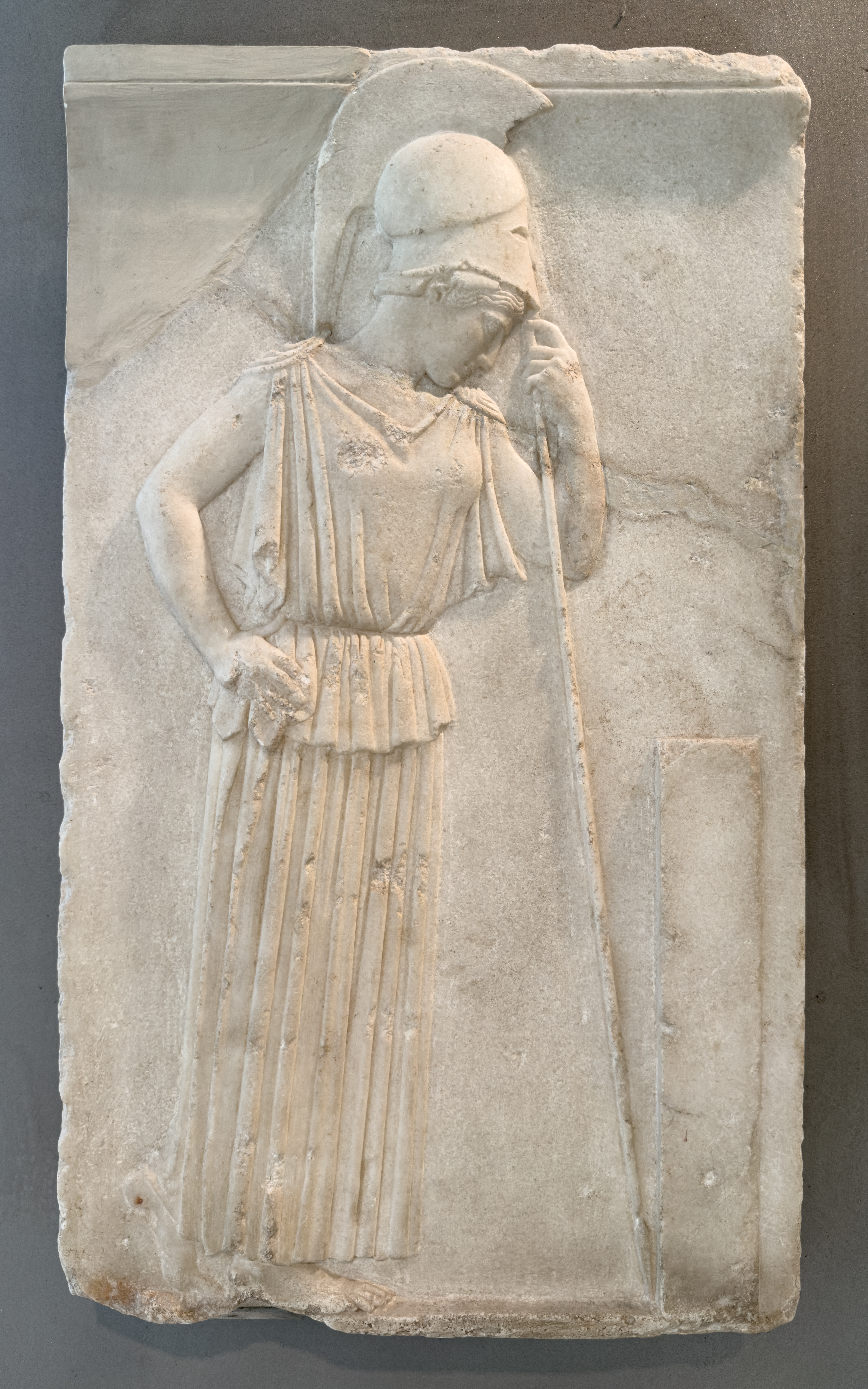
嘆きのアテーナー（英語版）（紀元前460年頃）アクロポリス博物館所蔵